# Handball-Weltmeisterschaft der Männer 2025
Die 29. Handball-Weltmeisterschaft der Männer fand vom 14. Januar bis zum 2. Februar 2025 in Kroatien, Dänemark und Norwegen statt. Der Veranstalter war die Internationale Handballföderation (IHF). Der Titelverteidiger und Co-Gastgeber Dänemark gewann das Turnier.

## Ausrichter
Fünf nationale Handballverbände bekundeten ihr Interesse an der Ausrichtung des Turniers: Der Verband der Schweiz, der ungarische Verband sowie, in einer gemeinsamen Bewerbung, die Verbände Hrvatski rukometni savez aus Kroatien, DanskHåndbold aus Dänemark und Norges Håndballforbund aus Norwegen.
Die Auswahl fand auf der IHF-Ratssitzung am 28. Februar 2020 in Kairo statt. Den Zuschlag bekam die gemeinsame Bewerbung der Verbände Kroatiens, Dänemarks und Norwegens.
Es ist die erste von drei Organisatoren ausgerichtete Weltmeisterschaft der Männer, die insgesamt dritte in mehr als einem Land. Der kroatische Verband richtete bisher eine Weltmeisterschaft aus (2009), Dänemark zwei (1978, 2019). Für Norwegens Verband ist es die erste Austragung einer Weltmeisterschaft der Männer.

## Austragungsorte
Folgende Hallen waren in der Auswahl für die Weltmeisterschaft, wurden aber nicht berücksichtigt: Royal Arena in Kopenhagen (12.500 Plätze), Spaladium Arena in Split (11.000 Plätze), Hallenneubau in Dubrovnik (5.000–5.200 Plätze), Hallenneubau in Drammen (12.000 Plätze), Trondheim Spektrum in Trondheim (8.960 Plätze) sowie Stavanger Idrettshall in Stavanger (8.000 Plätze).
Am 8. April 2024 gab die IHF die Austragungsorte bekannt. Aus den elf vorgeschlagenen Spielstätten wurden fünf Hallen ausgewählt. Das Eröffnungsspiel der Weltmeisterschaft fand am 14. Januar 2025 in der Jyske Bank Boxen in Herning statt. Das Endspiel soll am 2. Februar des Jahres in der Unity Arena in Oslo ausgetragen werden.
| Ort      | Halle                   | Kapazität | Foto             |
| -------- | ----------------------- | --------- | ---------------- |
| Herning  | Jyske Bank Boxen        | 15.000    | Jyske Bank Boxen |
| Oslo     | Unity Arena             | 13.950    | Unity Arena      |
| Zagreb   | Arena Zagreb            | 15.200    | Arena Zagreb     |
| Varaždin | Varaždin Arena          | 5.200     | Varaždin Arena   |
| Poreč    | Športska dvorana Žatika | 3.500     |                  |

## Teilnehmer

### Mannschaften

Weltkarte.
Team qualifiziert für die Weltmeisterschaft 2025
Team in der Qualifikation gescheitert
Team von der Teilnahme ausgeschlossen
keine Teilnahme an der Qualifikation

Das Turnier wird von 32 Teams bestritten. Die Qualifikation zur Weltmeisterschaft ist im Unterartikel Qualifikation beschrieben.
- Afrika: Ägypten, Algerien, Tunesien, Kap Verde, Guinea
- Asien: Katar, Japan, Bahrain und Kuwait
- Europa: Kroatien, Dänemark, Norwegen, Frankreich, Schweden, Deutschland, Österreich, Tschechien, Ungarn, Island, Italien, Niederlande, Nordmazedonien, Portugal, Polen, Slowenien, Spanien, Schweiz (Wildcard)
- Nordamerika und Karibik: Kuba, Vereinigte Staaten (Wildcard)
- Süd- und Zentralamerika: Brasilien, Argentinien, Chile

Die guineische Männer-Handballnationalmannschaft qualifizierte sich erstmals für eine Weltmeisterschaft. Am häufigsten waren die Mannschaften von Schweden und Deutschland (jeweils 26 Teilnahmen) vertreten.

### Spieler
Jeder teilnehmende Verband musste bis zum 30. November 2024 einen maximal 35 Spieler umfassenden vorläufigen Kader für das Turnier benennen. Aus diesem Aufgebot wurden spätestens bis zum Auftaktspieltag der jeweiligen Gruppe maximal 18 Spieler für das Endrundenturnier gemeldet, von denen bis zu 16 Spieler am Spieltag für jedes einzelne Spiel nominiert werden konnten. Freie Plätze im 18er-Kader konnten im Turnierverlauf aus dem 35er-Kader aufgefüllt werden. Zusätzlich gab es fünfmal die Möglichkeit, Spieler aus dem vorläufigen und endgültigen Kader gegeneinander auszutauschen. Bereits ausgetauschte Spieler konnten erneut getauscht werden.

## Gruppenauslosung
Die Vorrundengruppen wurden am 29. Mai 2024 in der Konzerthalle Vatroslav Lisinski im kroatischen Zagreb ausgelost. Die 32 teilnehmenden Nationen wurden dafür in vier Lostöpfe aufgeteilt, die sich aus den Ergebnissen der letzten Weltmeisterschaft (2023) und denen der letzten Kontinentalmeisterschaften ergeben.
| Lostopf 1                                                                                  | Lostopf 2                                                                                  | Lostopf 3                                                                            | Lostopf 4                                                                                 |
| ------------------------------------------------------------------------------------------ | ------------------------------------------------------------------------------------------ | ------------------------------------------------------------------------------------ | ----------------------------------------------------------------------------------------- |
| - Dänemark - Frankreich - Schweden - Deutschland - Ungarn - Slowenien - Norwegen - Ägypten | - Portugal - Kroatien - Österreich - Island - Niederlande - Spanien - Italien - Tschechien | - Polen - Nordmazedonien - Katar - Brasilien - Argentinien - Kuba - Japan - Algerien | - Bahrain - Tunesien - Chile - Kuwait - Kap Verde - Guinea - Vereinigte Staaten - Schweiz |

Gemäß dem Reglement der IHF muss der Veranstalter bei mehr als einem Gastgeberland eine Mannschaft pro Gruppe zuteilen, die zuvor einer Stadt zugewiesen wurde. Von den drei Gastgebern wurde Dänemark in Gruppe B, Norwegen in Gruppe E und Kroatien in Gruppe H eingeteilt. Damit spielen diese drei Mannschaften die Vorrunde jeweils in ihrem Heimatland. Der dänische Handballverband teilte das Team des Nachbarlandes Deutschland in die ebenfalls in Dänemark spielende Gruppe A ein, der norwegische Verband das Team seines Nachbarlands Schweden in die in Norwegen antretende Gruppe F. Ungarn wurde in Gruppe D, Slowenien in Gruppe G und Österreich in Gruppe C gesetzt.
| aus Topf | Gruppe A Herning      | Gruppe B Herning   | Gruppe C Poreč       | Gruppe D Varaždin | Gruppe E Oslo      | Gruppe F Oslo      | Gruppe G Zagreb     | Gruppe H Zagreb    |
| -------- | --------------------- | ------------------ | -------------------- | ----------------- | ------------------ | ------------------ | ------------------- | ------------------ |
| 1        | Deutschland (gesetzt) | Dänemark (gesetzt) | Frankreich           | Ungarn (gesetzt)  | Norwegen (gesetzt) | Schweden (gesetzt) | Slowenien (gesetzt) | Ägypten            |
| 2        | Tschechien            | Italien            | Österreich (gesetzt) | Niederlande       | Portugal           | Spanien            | Island              | Kroatien (gesetzt) |
| 3        | Polen                 | Algerien           | Katar                | Nordmazedonien    | Brasilien          | Japan              | Kuba                | Argentinien        |
| 4        | Schweiz               | Tunesien           | Kuwait               | Guinea            | Vereinigte Staaten | Chile              | Kap Verde           | Bahrain            |

## Turnierverlauf

### Spielplan
Der Spielplan für das Turnier wurde am 7. August 2024 präsentiert.
Die Weltmeisterschaft begann mit vier Spielen der Vorrunde in Herning und Poreč am 14. Januar 2025, dabei absolvierte auch der amtierende Weltmeister Dänemark sein erstes Spiel des Turniers. Die Vorrunde mit ihren 48 Spielen endet am 20. Januar 2025, alle 32 teilnehmenden Mannschaften haben dann jeweils drei Spiele in ihrer Gruppe bestritten. Die besten drei Teams der acht Vorrundengruppen sind für die Teilnahme an der Hauptrunde qualifiziert; die nicht für die Hauptrunde qualifizierten acht Mannschaften spielen im President’s Cup weiter. Sowohl die Hauptrunde als auch der President’s Cup beginnen am 21. Januar 2025. Die beiden besten Teams der vier Hauptrundengruppen qualifizieren sich für die Viertelfinalspiele, die am 28. und 29. Januar 2025 in Zagreb und Oslo ausgetragen werden. Die Sieger der Viertelfinals spielen am 30. und 31. Januar 2025 im Halbfinale um den Einzug in das Finale, in dem am 2. Februar 2025 in Oslo der Weltmeister 2025 ermittelt wird, die Verlierer der Halbfinalspiele bestreiten am selben Tag das Spiel um Platz 3 dieser Weltmeisterschaft.
Die Vorrunde und die Hauptrunde werden im Turniersystem jeder gegen jeden bestritten. Ab der Finalrunde werden die Spiele im K.-o.-System ausgetragen. Im Falle eines Unentschiedens nach regulärer Spielzeit wird eine Verlängerung mit zweimal fünf Minuten durchgeführt. Gibt es nach der ersten Verlängerung weiterhin ein Unentschieden, wird eine zweite Verlängerung mit zweimal fünf Minuten gespielt. Wenn es nach Ende der zweiten Verlängerung weiterhin keinen Sieger gibt, wird das Spiel durch Siebenmeterwerfen entschieden.

### Vorrunde
Die Vorrunde wurde in acht Gruppen mit jeweils vier Mannschaften ausgetragen, wobei jeder gegen jeden in den einzelnen Gruppen spielte. Die Gruppen A und B spielten in Herning, Gruppe C in Poreč, Gruppe D in Varaždin, die Gruppen E und F in Oslo und die Gruppen G und H in Zagreb.
Die Vorrundenspiele wurden als Punktspiele ausgetragen. Dabei bekam eine Mannschaft pro Sieg zwei Punkte und bei einem Unentschieden einen Punkt. Die besten drei Teams der Vorrundengruppen spielten im Anschluss in der Hauptrunde weiter, die Teams auf den vierten Plätzen im President’s Cup.
Waren nach Abschluss der Vorrundenspiele zwei oder mehrere Mannschaften punktgleich, wurde nach folgenden Kriterien über die Platzierung entschieden:
1. höhere Anzahl Punkte in den Direktbegegnungen der punktgleichen Teams;
2. bessere Tordifferenz in den Direktbegegnungen der punktgleichen Teams;
3. höhere Anzahl Tore in den Direktbegegnungen der punktgleichen Teams;
4. bessere Tordifferenz aus allen Gruppenspielen;

Legende

Die Uhrzeiten sind in MEZ angegeben.

#### Gruppe A
Die Spiele der Vorrundengruppe A wurden vom 15. bis zum 19. Januar 2025 in der Jyske Bank Boxen im dänischen Herning ausgetragen. Deutschland war als Vierter der Europameisterschaft 2024 qualifiziert, Tschechien und Polen über die europäischen Qualifikationswettbewerbe. Die Schweiz erhielt eine Wildcard zur Teilnahme.
Die Mannschaften aus Deutschland, Schweiz und Tschechien qualifizierten sich für die Hauptrunde, das viertplatzierte Team aus Polen zog in den President’s Cup ein.
| Pl. | Land        | Sp. | S | U | N | Tore    | Diff. | Punkte |
| --- | ----------- | --- | - | - | - | ------- | ----- | ------ |
| 1.  | Deutschland | 3   | 3 | 0 | 0 | 095:790 | +16   | 6      |
| 2.  | Schweiz     | 3   | 1 | 1 | 1 | 076:760 | ±0    | 3      |
| 3.  | Tschechien  | 3   | 0 | 2 | 1 | 058:650 | −7    | 2      |
| 4.  | Polen       | 3   | 0 | 1 | 2 | 075:840 | −9    | 1      |

| 15. Januar 2025 18:00 Uhr | Tschechien               | 17:17                       | Schweiz              | Jyske Bank Boxen, Herning Zuschauer: 2.091 Schiedsrichter: Grillo / Lenci |
| 15. Januar 2025 18:00 Uhr | meiste Tore: Mořkovský 5 | (07:08)                     | meiste Tore: Rubin 8 | Jyske Bank Boxen, Herning Zuschauer: 2.091 Schiedsrichter: Grillo / Lenci |
| 15. Januar 2025 18:00 Uhr | Strafen: 3×              | Spielbericht Spielstatistik | Strafen: 1× 2×       | Jyske Bank Boxen, Herning Zuschauer: 2.091 Schiedsrichter: Grillo / Lenci |

| 15. Januar 2025 20:30 Uhr | Deutschland            | 35:28                       | Polen                    | Jyske Bank Boxen, Herning Zuschauer: 3.552 Schiedsrichter: Načevski / Nikolov |
| 15. Januar 2025 20:30 Uhr | meiste Tore: Uščins 10 | (15:14)                     | meiste Tore: Pietrasik 7 | Jyske Bank Boxen, Herning Zuschauer: 3.552 Schiedsrichter: Načevski / Nikolov |
| 15. Januar 2025 20:30 Uhr | Strafen: 1× 4×         | Spielbericht Spielstatistik | Strafen: 1× 5×           | Jyske Bank Boxen, Herning Zuschauer: 3.552 Schiedsrichter: Načevski / Nikolov |

| 17. Januar 2025 18:00 Uhr | Tschechien            | 19:19                       | Polen                                                    | Jyske Bank Boxen, Herning Zuschauer: 5.397 Schiedsrichter: Konjičanin / Konjičanin |
| 17. Januar 2025 18:00 Uhr | meiste Tore: Hrstka 5 | (12:09)                     | meiste Tore: Jędraszczyk, Moryto, Przytuła, Syprzak je 3 | Jyske Bank Boxen, Herning Zuschauer: 5.397 Schiedsrichter: Konjičanin / Konjičanin |
| 17. Januar 2025 18:00 Uhr | Strafen: 5× 1×        | Spielbericht Spielstatistik | Strafen: 3× 1×                                           | Jyske Bank Boxen, Herning Zuschauer: 5.397 Schiedsrichter: Konjičanin / Konjičanin |

| 17. Januar 2025 20:30 Uhr | Schweiz              | 29:31                       | Deutschland           | Jyske Bank Boxen, Herning Zuschauer: 7.386 Schiedsrichter: Mikelič / Parađina |
| 17. Januar 2025 20:30 Uhr | meiste Tore: Rubin 7 | (14:15)                     | meiste Tore: Köster 7 | Jyske Bank Boxen, Herning Zuschauer: 7.386 Schiedsrichter: Mikelič / Parađina |
| 17. Januar 2025 20:30 Uhr | Strafen: 2×          | Spielbericht Spielstatistik | Strafen: 2×           | Jyske Bank Boxen, Herning Zuschauer: 7.386 Schiedsrichter: Mikelič / Parađina |

| 19. Januar 2025 15:30 Uhr | Polen                   | 28:30                       | Schweiz                                  | Jyske Bank Boxen, Herning Zuschauer: 5.653 Schiedsrichter: Pavićević / Ražnatović |
| 19. Januar 2025 15:30 Uhr | meiste Tore: Przytuła 9 | (15:18)                     | meiste Tore: Rubin, Küttel, Leopold je 5 | Jyske Bank Boxen, Herning Zuschauer: 5.653 Schiedsrichter: Pavićević / Ražnatović |
| 19. Januar 2025 15:30 Uhr | Strafen: 4×             | Spielbericht Spielstatistik | Strafen: 1× 4×                           | Jyske Bank Boxen, Herning Zuschauer: 5.653 Schiedsrichter: Pavićević / Ražnatović |

| 19. Januar 2025 18:00 Uhr | Deutschland           | 29:22                       | Tschechien           | Jyske Bank Boxen, Herning Zuschauer: 7.528 Schiedsrichter: Álvarez / Bustamante |
| 19. Januar 2025 18:00 Uhr | meiste Tore: Uščins 8 | (11:11)                     | meiste Tore: Solák 7 | Jyske Bank Boxen, Herning Zuschauer: 7.528 Schiedsrichter: Álvarez / Bustamante |
| 19. Januar 2025 18:00 Uhr | Strafen: 4×           | Spielbericht Spielstatistik | Strafen: 5× 1×       | Jyske Bank Boxen, Herning Zuschauer: 7.528 Schiedsrichter: Álvarez / Bustamante |

#### Gruppe B
Die Spiele der Vorrundengruppe B wurden vom 14. bis zum 18. Januar 2025 in der Jyske Bank Boxen im dänischen Herning ausgetragen. Dänemark war als Gastgeber qualifiziert, Italien über die europäischen Qualifikationswettbewerbe. Algerien qualifizierte sich als Zweiter, Tunesien als Dritter der Afrikameisterschaft 2024.
Die Mannschaften aus Dänemark, Italien und Tunesien qualifizierten sich für die Hauptrunde, das viertplatzierte Team aus Algerien zog in den President’s Cup ein.
| Pl. | Land     | Sp. | S | U | N | Tore     | Diff. | Punkte |
| --- | -------- | --- | - | - | - | -------- | ----- | ------ |
| 1.  | Dänemark | 3   | 3 | 0 | 0 | 0118:630 | +55   | 6      |
| 2.  | Italien  | 3   | 2 | 0 | 1 | 084:870  | −3    | 4      |
| 3.  | Tunesien | 3   | 1 | 0 | 2 | 072:890  | −17   | 2      |
| 4.  | Algerien | 3   | 0 | 0 | 3 | 070:1050 | −35   | 0      |

| 14. Januar 2025 17:30 Uhr | Italien                  | 32:25                       | Tunesien                    | Jyske Bank Boxen, Herning Zuschauer: 6.510 Schiedsrichter: A. Konjičanin / D. Konjičanin |
| 14. Januar 2025 17:30 Uhr | meiste Tore: Prantner 10 | (17:11)                     | meiste Tore: Ben Abdallah 6 | Jyske Bank Boxen, Herning Zuschauer: 6.510 Schiedsrichter: A. Konjičanin / D. Konjičanin |
| 14. Januar 2025 17:30 Uhr | Strafen: 2×              | Spielbericht Spielstatistik | Strafen: 6×                 | Jyske Bank Boxen, Herning Zuschauer: 6.510 Schiedsrichter: A. Konjičanin / D. Konjičanin |

| 14. Januar 2025 20:30 Uhr | Dänemark               | 47:22                       | Algerien            | Jyske Bank Boxen, Herning Zuschauer: 12.397 Schiedsrichter: Mikelič / Parađina |
| 14. Januar 2025 20:30 Uhr | meiste Tore: Gidsel 10 | (20:11)                     | meiste Tore: Abdi 6 | Jyske Bank Boxen, Herning Zuschauer: 12.397 Schiedsrichter: Mikelič / Parađina |
| 14. Januar 2025 20:30 Uhr | Strafen: 1×            | Spielbericht Spielstatistik | Strafen: 1× 4×      | Jyske Bank Boxen, Herning Zuschauer: 12.397 Schiedsrichter: Mikelič / Parađina |

| 16. Januar 2025 18:00 Uhr | Italien                 | 32:23                       | Algerien                        | Jyske Bank Boxen, Herning Zuschauer: 8.516 Schiedsrichter: Álvarez / Bustamante |
| 16. Januar 2025 18:00 Uhr | meiste Tore: Prantner 7 | (16:11)                     | meiste Tore: Abdi, Berkous je 6 | Jyske Bank Boxen, Herning Zuschauer: 8.516 Schiedsrichter: Álvarez / Bustamante |
| 16. Januar 2025 18:00 Uhr | Strafen: 1× 2×          | Spielbericht Spielstatistik | Strafen: 6×                     | Jyske Bank Boxen, Herning Zuschauer: 8.516 Schiedsrichter: Álvarez / Bustamante |

| 16. Januar 2025 20:30 Uhr | Tunesien                    | 21:32                       | Dänemark              | Jyske Bank Boxen, Herning Zuschauer: 13.697 Schiedsrichter: Pavićević / Ražnatović |
| 16. Januar 2025 20:30 Uhr | meiste Tore: Ben Abdallah 5 | (07:17)                     | meiste Tore: Gidsel 9 | Jyske Bank Boxen, Herning Zuschauer: 13.697 Schiedsrichter: Pavićević / Ražnatović |
| 16. Januar 2025 20:30 Uhr | Strafen: 2×                 | Spielbericht Spielstatistik | Strafen: 1×           | Jyske Bank Boxen, Herning Zuschauer: 13.697 Schiedsrichter: Pavićević / Ražnatović |

| 18. Januar 2025 18:00 Uhr | Algerien             | 25:26                       | Tunesien             | Jyske Bank Boxen, Herning Zuschauer: 10.824 Schiedsrichter: Načevski / Nikolov |
| 18. Januar 2025 18:00 Uhr | meiste Tore: Daoud 6 | (09:13)                     | meiste Tore: Jbeli 6 | Jyske Bank Boxen, Herning Zuschauer: 10.824 Schiedsrichter: Načevski / Nikolov |
| 18. Januar 2025 18:00 Uhr | Strafen: 1× 2×       | Spielbericht Spielstatistik | Strafen: 4×          | Jyske Bank Boxen, Herning Zuschauer: 10.824 Schiedsrichter: Načevski / Nikolov |

| 18. Januar 2025 20:30 Uhr | Dänemark                            | 39:20                       | Italien               | Jyske Bank Boxen, Herning Zuschauer: 14.297 Schiedsrichter: Grillo / Lenci |
| 18. Januar 2025 20:30 Uhr | meiste Tore: Jakobsen, Pytlick je 9 | (18:08)                     | meiste Tore: Bronzo 4 | Jyske Bank Boxen, Herning Zuschauer: 14.297 Schiedsrichter: Grillo / Lenci |
| 18. Januar 2025 20:30 Uhr | Strafen: 3× 1×                      | Spielbericht Spielstatistik | Strafen: 3×           | Jyske Bank Boxen, Herning Zuschauer: 14.297 Schiedsrichter: Grillo / Lenci |

#### Gruppe C
Die Spiele der Vorrundengruppe C wurden vom 14. bis zum 18. Januar 2025 in der Športska dvorana Žatika im kroatischen Poreč ausgetragen. Frankreich war als Zweiter der Weltmeisterschaft 2023 qualifiziert, Österreich über die europäischen Qualifikationswettbewerbe. Katar war als Erster, Kuwait als Vierter der Asienmeisterschaft 2024 qualifiziert.
Die Mannschaften aus Frankreich, Österreich und Katar qualifizierten sich für die Hauptrunde, das viertplatzierte Team aus Kuwait zog in den President’s Cup ein.
| Pl. | Land       | Sp. | S | U | N | Tore     | Diff. | Punkte |
| --- | ---------- | --- | - | - | - | -------- | ----- | ------ |
| 1.  | Frankreich | 3   | 3 | 0 | 0 | 0115:650 | +50   | 6      |
| 2.  | Österreich | 3   | 2 | 0 | 1 | 092:870  | +5    | 4      |
| 3.  | Katar      | 3   | 1 | 0 | 2 | 070:870  | −17   | 2      |
| 4.  | Kuwait     | 3   | 0 | 0 | 3 | 067:1050 | −38   | 0      |

| 14. Januar 2025 18:00 Uhr | Frankreich           | 37:19                       | Katar                | Športska dvorana Žatika, Poreč Zuschauer: 2.500 Schiedsrichter: Budzák / Záhradník |
| 14. Januar 2025 18:00 Uhr | meiste Tore: Briet 7 | (18:10)                     | meiste Tore: Marzo 4 | Športska dvorana Žatika, Poreč Zuschauer: 2.500 Schiedsrichter: Budzák / Záhradník |
| 14. Januar 2025 18:00 Uhr | Strafen: 2×          | Spielbericht Spielstatistik | Strafen: 1×          | Športska dvorana Žatika, Poreč Zuschauer: 2.500 Schiedsrichter: Budzák / Záhradník |

| 14. Januar 2025 20:30 Uhr | Österreich                                           | 37:26                       | Kuwait                                        | Športska dvorana Žatika, Poreč Zuschauer: 1.507 Schiedsrichter: A. Covalciuc / I. Covalciuc |
| 14. Januar 2025 20:30 Uhr | meiste Tore: Frimmel, Zivkovic, Damböck, Wagner je 5 | (18:16)                     | meiste Tore: Alhendal , Aldawani, Radhei je 4 | Športska dvorana Žatika, Poreč Zuschauer: 1.507 Schiedsrichter: A. Covalciuc / I. Covalciuc |
| 14. Januar 2025 20:30 Uhr | Strafen: 2×                                          | Spielbericht Spielstatistik | Strafen: 5×                                   | Športska dvorana Žatika, Poreč Zuschauer: 1.507 Schiedsrichter: A. Covalciuc / I. Covalciuc |

| 16. Januar 2025 18:00 Uhr | Kuwait                  | 19:43                       | Frankreich            | Športska dvorana Žatika, Poreč Zuschauer: 1.042 Schiedsrichter: Paolantoni / García |
| 16. Januar 2025 18:00 Uhr | meiste Tore: Aldawani 5 | (08:21)                     | meiste Tore: Remili 6 | Športska dvorana Žatika, Poreč Zuschauer: 1.042 Schiedsrichter: Paolantoni / García |
| 16. Januar 2025 18:00 Uhr | Strafen: 2×             | Spielbericht Spielstatistik |                       | Športska dvorana Žatika, Poreč Zuschauer: 1.042 Schiedsrichter: Paolantoni / García |

| 16. Januar 2025 20:30 Uhr | Österreich             | 28:26                       | Katar                 | Športska dvorana Žatika, Poreč Zuschauer: 1.741 Schiedsrichter: Horáček / Novotný |
| 16. Januar 2025 20:30 Uhr | meiste Tore: Frimmel 9 | (16:14)                     | meiste Tore: Marzo 11 | Športska dvorana Žatika, Poreč Zuschauer: 1.741 Schiedsrichter: Horáček / Novotný |
| 16. Januar 2025 20:30 Uhr | Strafen: 1×            | Spielbericht Spielstatistik | Strafen: 1× 3×        | Športska dvorana Žatika, Poreč Zuschauer: 1.741 Schiedsrichter: Horáček / Novotný |

| 18. Januar 2025 18:00 Uhr | Frankreich                   | 35:27                       | Österreich             | Športska dvorana Žatika, Poreč Zuschauer: 3.001 Schiedsrichter: Belkhiri / Hamidi |
| 18. Januar 2025 18:00 Uhr | meiste Tore: Briet, Mem je 6 | (19:15)                     | meiste Tore: Frimmel 5 | Športska dvorana Žatika, Poreč Zuschauer: 3.001 Schiedsrichter: Belkhiri / Hamidi |
| 18. Januar 2025 18:00 Uhr | Strafen: 3×                  | Spielbericht Spielstatistik | Strafen: 4×            | Športska dvorana Žatika, Poreč Zuschauer: 3.001 Schiedsrichter: Belkhiri / Hamidi |

| 18. Januar 2025 20:30 Uhr | Katar                   | 25:22                       | Kuwait                     | Športska dvorana Žatika, Poreč Zuschauer: 2.104 Schiedsrichter: Schulze / Tönnies |
| 18. Januar 2025 20:30 Uhr | meiste Tore: Marković 7 | (11:07)                     | meiste Tore: Al-Shammari 8 | Športska dvorana Žatika, Poreč Zuschauer: 2.104 Schiedsrichter: Schulze / Tönnies |
| 18. Januar 2025 20:30 Uhr | Strafen: 1× 3×          | Spielbericht Spielstatistik | Strafen: 2×                | Športska dvorana Žatika, Poreč Zuschauer: 2.104 Schiedsrichter: Schulze / Tönnies |

#### Gruppe D
Die Spiele der Vorrundengruppe D wurden vom 15. bis zum 19. Januar 2025 in der Varaždin Arena im kroatischen Varaždin ausgetragen. Ungarn, Nordmazedonien und die Niederlande waren über die europäischen Qualifikationswettbewerbe, Guinea als Fünfter der Afrikameisterschaft 2024 qualifiziert.
Die Mannschaften aus Ungarn, Niederlande und Nordmazedonien qualifizierten sich für die Hauptrunde, das viertplatzierte Team aus Guinea zog in den President’s Cup ein.
| Pl. | Land           | Sp. | S | U | N | Tore     | Diff. | Punkte |
| --- | -------------- | --- | - | - | - | -------- | ----- | ------ |
| 1.  | Ungarn         | 3   | 2 | 1 | 0 | 098:770  | +21   | 5      |
| 2.  | Niederlande    | 3   | 2 | 0 | 1 | 0109:910 | +18   | 4      |
| 3.  | Nordmazedonien | 3   | 1 | 1 | 1 | 088:840  | +4    | 3      |
| 4.  | Guinea         | 3   | 0 | 0 | 3 | 061:1040 | −43   | 0      |

| 15. Januar 2025 18:00 Uhr | Niederlande              | 40:23                       | Guinea                 | Varaždin Arena, Varaždin Zuschauer: 1.500 Schiedsrichter: Lemes / Sosa |
| 15. Januar 2025 18:00 Uhr | meiste Tore: ten Velde 9 | (21:08)                     | meiste Tore: Eponouh 5 | Varaždin Arena, Varaždin Zuschauer: 1.500 Schiedsrichter: Lemes / Sosa |
| 15. Januar 2025 18:00 Uhr | Strafen: 4×              | Spielbericht Spielstatistik | Strafen: 3×            | Varaždin Arena, Varaždin Zuschauer: 1.500 Schiedsrichter: Lemes / Sosa |

| 15. Januar 2025 20:30 Uhr | Ungarn              | 27:27                       | Nordmazedonien              | Varaždin Arena, Varaždin Zuschauer: 4.000 Schiedsrichter: Kurtagic / Wetterwik |
| 15. Januar 2025 20:30 Uhr | meiste Tore: Ilić 6 | (14:14)                     | meiste Tore: Kuzmanovski 10 | Varaždin Arena, Varaždin Zuschauer: 4.000 Schiedsrichter: Kurtagic / Wetterwik |
| 15. Januar 2025 20:30 Uhr | Strafen: 4× 1×      | Spielbericht Spielstatistik | Strafen: 1× 3×              | Varaždin Arena, Varaždin Zuschauer: 4.000 Schiedsrichter: Kurtagic / Wetterwik |

| 17. Januar 2025 18:00 Uhr | Niederlande               | 37:32                       | Nordmazedonien             | Varaždin Arena, Varaždin Zuschauer: 4.000 Schiedsrichter: Hansen / Madsen |
| 17. Januar 2025 18:00 Uhr | meiste Tore: ten Velde 11 | (18:15)                     | meiste Tore: Kuzmanovski 9 | Varaždin Arena, Varaždin Zuschauer: 4.000 Schiedsrichter: Hansen / Madsen |
| 17. Januar 2025 18:00 Uhr | Strafen: 1× 6× 1×         | Spielbericht Spielstatistik | Strafen: 2× 7× 2×          | Varaždin Arena, Varaždin Zuschauer: 4.000 Schiedsrichter: Hansen / Madsen |

| 17. Januar 2025 20:30 Uhr | Guinea                                               | 18:35                       | Ungarn               | Varaždin Arena, Varaždin Zuschauer: 1.000 Schiedsrichter: Ah. Gheisarian / Am. Gheisarian |
| 17. Januar 2025 20:30 Uhr | meiste Tore: Corcher, Eponouh, Pasquet, Sissoko je 3 | (09:20)                     | meiste Tore: Szita 7 | Varaždin Arena, Varaždin Zuschauer: 1.000 Schiedsrichter: Ah. Gheisarian / Am. Gheisarian |
| 17. Januar 2025 20:30 Uhr | Strafen: 5×                                          | Spielbericht Spielstatistik | Strafen: 1×          | Varaždin Arena, Varaždin Zuschauer: 1.000 Schiedsrichter: Ah. Gheisarian / Am. Gheisarian |

| 19. Januar 2025 18:00 Uhr | Nordmazedonien              | 29:20                       | Guinea                 | Varaždin Arena, Varaždin Zuschauer: 4.000 Schiedsrichter: A. Covalciuc / I. Covalciuc |
| 19. Januar 2025 18:00 Uhr | meiste Tore: Kuzmanovski 12 | (14:10)                     | meiste Tore: Corcher 4 | Varaždin Arena, Varaždin Zuschauer: 4.000 Schiedsrichter: A. Covalciuc / I. Covalciuc |
| 19. Januar 2025 18:00 Uhr | Strafen: 2×                 | Spielbericht Spielstatistik | Strafen: 3×            | Varaždin Arena, Varaždin Zuschauer: 4.000 Schiedsrichter: A. Covalciuc / I. Covalciuc |

| 19. Januar 2025 20:30 Uhr | Ungarn                               | 36:32                       | Niederlande               | Varaždin Arena, Varaždin Zuschauer: 4.000 Schiedsrichter: Jørum / Kleven |
| 19. Januar 2025 20:30 Uhr | meiste Tore: Bóka, Lékai, Szita je 6 | (19:17)                     | meiste Tore: ten Velde 10 | Varaždin Arena, Varaždin Zuschauer: 4.000 Schiedsrichter: Jørum / Kleven |
| 19. Januar 2025 20:30 Uhr | Strafen: 1× 8×                       | Spielbericht Spielstatistik | Strafen: 6× 1×            | Varaždin Arena, Varaždin Zuschauer: 4.000 Schiedsrichter: Jørum / Kleven |

#### Gruppe E
Die Spiele der Vorrundengruppe E wurden vom 15. bis zum 19. Januar 2025 in der Unity Arena im norwegischen Oslo ausgetragen. Norwegen war als Gastgeber, Portugal über die europäischen Qualifikationswettbewerbe und Brasilien als Erster der Süd- und Zentralamerikanischen Meisterschaft 2024 qualifiziert. Die Vereinigten Staaten erhielten eine Wildcard zur Teilnahme.
Die Mannschaften aus Portugal, Brasilien und Norwegen qualifizierten sich für die Hauptrunde, das viertplatzierte Team aus den Vereinigten Staaten von Amerika zog in den President’s Cup ein.
| Pl. | Land               | Sp. | S | U | N | Tore    | Diff. | Punkte |
| --- | ------------------ | --- | - | - | - | ------- | ----- | ------ |
| 1.  | Portugal           | 3   | 3 | 0 | 0 | 091:750 | +16   | 6      |
| 2.  | Brasilien          | 3   | 2 | 0 | 1 | 086:800 | +6    | 4      |
| 3.  | Norwegen           | 3   | 1 | 0 | 2 | 087:770 | +10   | 2      |
| 4.  | Vereinigte Staaten | 3   | 0 | 0 | 3 | 062:940 | −32   | 0      |

| 15. Januar 2025 18:00 Uhr | Portugal                            | 30:21                       | Vereinigte Staaten       | Unity Arena, Oslo Zuschauer: 3.980 Schiedsrichter: Lovin / Stancu |
| 15. Januar 2025 18:00 Uhr | meiste Tore: Portela, M. Costa je 7 | (15:10)                     | meiste Tore: Hoddersen 6 | Unity Arena, Oslo Zuschauer: 3.980 Schiedsrichter: Lovin / Stancu |
| 15. Januar 2025 18:00 Uhr | Strafen: 1× 2×                      | Spielbericht Spielstatistik | Strafen: 3×              | Unity Arena, Oslo Zuschauer: 3.980 Schiedsrichter: Lovin / Stancu |

| 15. Januar 2025 20:30 Uhr | Norwegen                | 26:29                       | Brasilien              | Unity Arena, Oslo Zuschauer: 7.917 Schiedsrichter: K. Gasmi / R. Gasmi |
| 15. Januar 2025 20:30 Uhr | meiste Tore: Grøndahl 6 | (14:12)                     | meiste Tore: Langaro 8 | Unity Arena, Oslo Zuschauer: 7.917 Schiedsrichter: K. Gasmi / R. Gasmi |
| 15. Januar 2025 20:30 Uhr | Strafen: 1×             | Spielbericht Spielstatistik | Strafen: 7× 1×         | Unity Arena, Oslo Zuschauer: 7.917 Schiedsrichter: K. Gasmi / R. Gasmi |

| 17. Januar 2025 18:00 Uhr | Portugal                | 30:26                       | Brasilien                         | Unity Arena, Oslo Zuschauer: 5.762 Schiedsrichter: Bíró / Kiss |
| 17. Januar 2025 18:00 Uhr | meiste Tore: M. Costa 9 | (12:15)                     | meiste Tore: Dupoux, Langaro je 5 | Unity Arena, Oslo Zuschauer: 5.762 Schiedsrichter: Bíró / Kiss |
| 17. Januar 2025 18:00 Uhr | Strafen: 3×             | Spielbericht Spielstatistik | Strafen: 4×                       | Unity Arena, Oslo Zuschauer: 5.762 Schiedsrichter: Bíró / Kiss |

| 17. Januar 2025 20:30 Uhr | Vereinigte Staaten       | 17:33                       | Norwegen            | Unity Arena, Oslo Zuschauer: 9.482 Schiedsrichter: Jovandić / Sekulić |
| 17. Januar 2025 20:30 Uhr | meiste Tore: Stromberg 4 | (07:13)                     | meiste Tore: Lyse 6 | Unity Arena, Oslo Zuschauer: 9.482 Schiedsrichter: Jovandić / Sekulić |
| 17. Januar 2025 20:30 Uhr | Strafen: 1× 2×           | Spielbericht Spielstatistik | Strafen: 4×         | Unity Arena, Oslo Zuschauer: 9.482 Schiedsrichter: Jovandić / Sekulić |

| 19. Januar 2025 18:00 Uhr | Brasilien                | 31:24                       | Vereinigte Staaten       | Unity Arena, Oslo Zuschauer: 7.827 Schiedsrichter: Bolić / Hurich |
| 19. Januar 2025 18:00 Uhr | meiste Tore: Hackbarth 8 | (10:12)                     | meiste Tore: Stromberg 6 | Unity Arena, Oslo Zuschauer: 7.827 Schiedsrichter: Bolić / Hurich |
| 19. Januar 2025 18:00 Uhr | Strafen: 2×              | Spielbericht Spielstatistik | Strafen: 4× 1×           | Unity Arena, Oslo Zuschauer: 7.827 Schiedsrichter: Bolić / Hurich |

| 19. Januar 2025 20:30 Uhr | Norwegen            | 28:31                       | Portugal                          | Unity Arena, Oslo Zuschauer: 11.345 Schiedsrichter: Lah / Sok |
| 19. Januar 2025 20:30 Uhr | meiste Tore: Lyse 9 | (13:14)                     | meiste Tore: F. Costa, Frade je 6 | Unity Arena, Oslo Zuschauer: 11.345 Schiedsrichter: Lah / Sok |
| 19. Januar 2025 20:30 Uhr | Strafen: 1×         | Spielbericht Spielstatistik | Strafen: 1× 2×                    | Unity Arena, Oslo Zuschauer: 11.345 Schiedsrichter: Lah / Sok |

#### Gruppe F
Die Spiele der Vorrundengruppe F wurden vom 16. bis zum 20. Januar 2025 in der Unity Arena im norwegischen Oslo ausgetragen. Schweden war als Dritter der Europameisterschaft 2024 qualifiziert, Spanien über die europäischen Qualifikationswettbewerbe, Japan als Zweiter der Asienmeisterschaft 2024 und Chile als Dritter der Süd- und Zentralamerikanischen Meisterschaft 2024.
Die Mannschaften aus Schweden, Spanien und Chile qualifizierten sich für die Hauptrunde, das viertplatzierte Team aus Japan zog in den President’s Cup ein.
| Pl. | Land     | Sp. | S | U | N | Tore     | Diff. | Punkte |
| --- | -------- | --- | - | - | - | -------- | ----- | ------ |
| 1.  | Schweden | 3   | 2 | 1 | 0 | 0110:800 | +30   | 5 a    |
| 2.  | Spanien  | 3   | 2 | 1 | 0 | 099:710  | +28   | 5 a    |
| 3.  | Chile    | 3   | 1 | 0 | 2 | 083:990  | −16   | 2      |
| 4.  | Japan    | 3   | 0 | 0 | 3 | 067:1090 | −42   | 0      |

| 16. Januar 2025 18:00 Uhr | Spanien                  | 31:22                       | Chile                                     | Unity Arena, Oslo Zuschauer: 644 Schiedsrichter: Bolić / Hurich |
| 16. Januar 2025 18:00 Uhr | meiste Tore: Fernández 5 | (17:13)                     | meiste Tore: Er. Feuchtmann, Salinas je 5 | Unity Arena, Oslo Zuschauer: 644 Schiedsrichter: Bolić / Hurich |
| 16. Januar 2025 18:00 Uhr | Strafen: 2×              | Spielbericht Spielstatistik | Strafen: 1×                               | Unity Arena, Oslo Zuschauer: 644 Schiedsrichter: Bolić / Hurich |

| 16. Januar 2025 20:30 Uhr | Schweden                | 39:21                       | Japan                           | Unity Arena, Oslo Zuschauer: 1.685 Schiedsrichter: Lah / Sok |
| 16. Januar 2025 20:30 Uhr | meiste Tore: Karlsson 8 | (17:13)                     | meiste Tore: Yano, Yoshino je 4 | Unity Arena, Oslo Zuschauer: 1.685 Schiedsrichter: Lah / Sok |
| 16. Januar 2025 20:30 Uhr | Strafen: 1× 2×          | Spielbericht Spielstatistik | Strafen: 1× 3×                  | Unity Arena, Oslo Zuschauer: 1.685 Schiedsrichter: Lah / Sok |

| 18. Januar 2025 18:00 Uhr | Spanien               | 39:20                       | Japan                 | Unity Arena, Oslo Zuschauer: 2.880 Schiedsrichter: K. Gasmi / R. Gasmi |
| 18. Januar 2025 18:00 Uhr | meiste Tore: Serdio 7 | (20:11)                     | meiste Tore: Nakata 4 | Unity Arena, Oslo Zuschauer: 2.880 Schiedsrichter: K. Gasmi / R. Gasmi |
| 18. Januar 2025 18:00 Uhr | Strafen: 1× 7×        | Spielbericht Spielstatistik | Strafen: 4× 2×        | Unity Arena, Oslo Zuschauer: 2.880 Schiedsrichter: K. Gasmi / R. Gasmi |

| 18. Januar 2025 20:30 Uhr | Chile                         | 30:42                       | Schweden               | Unity Arena, Oslo Zuschauer: 4.256 Schiedsrichter: Lovin / Stancu |
| 18. Januar 2025 20:30 Uhr | meiste Tore: Er. Feuchtmann 7 | (19:20)                     | meiste Tore: Möller 10 | Unity Arena, Oslo Zuschauer: 4.256 Schiedsrichter: Lovin / Stancu |
| 18. Januar 2025 20:30 Uhr | Strafen: 2× 4×                | Spielbericht Spielstatistik | Strafen: 1× 2×         | Unity Arena, Oslo Zuschauer: 4.256 Schiedsrichter: Lovin / Stancu |

| 20. Januar 2025 18:00 Uhr | Japan                 | 26:31                       | Chile                         | Unity Arena, Oslo Zuschauer: 1.289 Schiedsrichter: Jovandić / Sekulić |
| 20. Januar 2025 18:00 Uhr | meiste Tore: Nakata 6 | (11:14)                     | meiste Tore: Er. Feuchtmann 9 | Unity Arena, Oslo Zuschauer: 1.289 Schiedsrichter: Jovandić / Sekulić |
| 20. Januar 2025 18:00 Uhr | Strafen: 4×           | Spielbericht Spielstatistik | Strafen: 6×                   | Unity Arena, Oslo Zuschauer: 1.289 Schiedsrichter: Jovandić / Sekulić |

| 20. Januar 2025 20:30 Uhr | Schweden                 | 29:29                       | Spanien             | Unity Arena, Oslo Zuschauer: 2.446 Schiedsrichter: Bíró / Kiss |
| 20. Januar 2025 20:30 Uhr | meiste Tore: Lagergren 9 | (16:11)                     | meiste Tore: Solé 7 | Unity Arena, Oslo Zuschauer: 2.446 Schiedsrichter: Bíró / Kiss |
| 20. Januar 2025 20:30 Uhr | Strafen: 3×              | Spielbericht Spielstatistik | Strafen: 1×         | Unity Arena, Oslo Zuschauer: 2.446 Schiedsrichter: Bíró / Kiss |

#### Gruppe G
Die Spiele der Vorrundengruppe G wurden vom 16. bis zum 20. Januar 2025 in der Arena Zagreb im kroatischen Zagreb ausgetragen. Slowenien und Island waren über die europäischen Qualifikationswettbewerbe qualifiziert, Kuba als Erster der Nordamerika- und Karibikmeisterschaft 2024 und Kapverde als Vierter der Afrikameisterschaft 2024.
Die Mannschaften aus Island, Slowenien und Kap Verde qualifizierten sich für die Hauptrunde, das viertplatzierte Team aus Kuba zog in den President’s Cup ein.
| Pl. | Land      | Sp. | S | U | N | Tore     | Diff. | Punkte |
| --- | --------- | --- | - | - | - | -------- | ----- | ------ |
| 1.  | Island    | 3   | 3 | 0 | 0 | 097:580  | +39   | 6      |
| 2.  | Slowenien | 3   | 2 | 0 | 1 | 095:660  | +29   | 4      |
| 3.  | Kap Verde | 3   | 1 | 0 | 2 | 083:980  | −15   | 2      |
| 4.  | Kuba      | 3   | 0 | 0 | 3 | 066:1190 | −53   | 0      |

| 16. Januar 2025 18:00 Uhr | Slowenien           | 41:19                       | Kuba                         | Arena Zagreb, Zagreb Zuschauer: 1.200 Schiedsrichter: Belkhiri / Hamidi |
| 16. Januar 2025 18:00 Uhr | meiste Tore: Vlah 8 | (18:09)                     | meiste Tore: García Rivera 4 | Arena Zagreb, Zagreb Zuschauer: 1.200 Schiedsrichter: Belkhiri / Hamidi |
| 16. Januar 2025 18:00 Uhr | Strafen: 2×         | Spielbericht Spielstatistik | Strafen: 3×                  | Arena Zagreb, Zagreb Zuschauer: 1.200 Schiedsrichter: Belkhiri / Hamidi |

| 16. Januar 2025 20:30 Uhr | Island                    | 34:21                       | Kap Verde           | Arena Zagreb, Zagreb Zuschauer: 850 Schiedsrichter: A. Covalciuc / I. Covalciuc |
| 16. Januar 2025 20:30 Uhr | meiste Tore: Þorkelsson 8 | (18:08)                     | meiste Tore: Pina 5 | Arena Zagreb, Zagreb Zuschauer: 850 Schiedsrichter: A. Covalciuc / I. Covalciuc |
| 16. Januar 2025 20:30 Uhr | Strafen: 3× 1×            | Spielbericht Spielstatistik | Strafen: 2×         | Arena Zagreb, Zagreb Zuschauer: 850 Schiedsrichter: A. Covalciuc / I. Covalciuc |

| 18. Januar 2025 18:00 Uhr | Kap Verde           | 24:36                       | Slowenien           | Arena Zagreb, Zagreb Zuschauer: 2.150 Schiedsrichter: Lemes / Sosa |
| 18. Januar 2025 18:00 Uhr | meiste Tore: Pina 6 | (12:18)                     | meiste Tore: Vlah 8 | Arena Zagreb, Zagreb Zuschauer: 2.150 Schiedsrichter: Lemes / Sosa |
| 18. Januar 2025 18:00 Uhr | Strafen: 5×         | Spielbericht Spielstatistik | Strafen: 1× 3×      | Arena Zagreb, Zagreb Zuschauer: 2.150 Schiedsrichter: Lemes / Sosa |

| 18. Januar 2025 20:30 Uhr | Island                                              | 40:19                       | Kuba                      | Arena Zagreb, Zagreb Zuschauer: 1.250 Schiedsrichter: Ah. Gheisarian / Am. Gheisarian |
| 18. Januar 2025 20:30 Uhr | meiste Tore: Gunnarsson, Viðarsson, Þorkelsson je 5 | (21:09)                     | meiste Tore: F. Cordies 5 | Arena Zagreb, Zagreb Zuschauer: 1.250 Schiedsrichter: Ah. Gheisarian / Am. Gheisarian |
| 18. Januar 2025 20:30 Uhr | Strafen: 1×                                         | Spielbericht Spielstatistik | Strafen: 4× 1×            | Arena Zagreb, Zagreb Zuschauer: 1.250 Schiedsrichter: Ah. Gheisarian / Am. Gheisarian |

| 20. Januar 2025 18:00 Uhr | Kuba                               | 28:38                       | Kap Verde              | Arena Zagreb, Zagreb Zuschauer: 650 Schiedsrichter: Budzák / Záhradník |
| 20. Januar 2025 18:00 Uhr | meiste Tore: Cordies, Vázquez je 7 | (14:20)                     | meiste Tore: Pereira 8 | Arena Zagreb, Zagreb Zuschauer: 650 Schiedsrichter: Budzák / Záhradník |
| 20. Januar 2025 18:00 Uhr | Strafen: 5×                        | Spielbericht Spielstatistik | Strafen: 1×            | Arena Zagreb, Zagreb Zuschauer: 650 Schiedsrichter: Budzák / Záhradník |

| 20. Januar 2025 20:30 Uhr | Slowenien           | 18:23                       | Island                      | Arena Zagreb, Zagreb Zuschauer: 3.400 Schiedsrichter: Garcia / Marín |
| 20. Januar 2025 20:30 Uhr | meiste Tore: Janc 4 | (08:14)                     | meiste Tore: Kristjánsson 7 | Arena Zagreb, Zagreb Zuschauer: 3.400 Schiedsrichter: Garcia / Marín |
| 20. Januar 2025 20:30 Uhr | Strafen: 2× 5×      | Spielbericht Spielstatistik | Strafen: 2× 9× 2×           | Arena Zagreb, Zagreb Zuschauer: 3.400 Schiedsrichter: Garcia / Marín |

#### Gruppe H
Die Spiele der Vorrundengruppe H werden vom 15. bis zum 19. Januar 2025 in der Arena Zagreb im kroatischen Zagreb ausgetragen. Kroatien war als Gastgeber qualifiziert, Ägypten als Erster der Afrikameisterschaft 2024, Argentinien als Zweiter der Süd- und Zentralamerikanischen Meisterschaft und Bahrain als Dritter der Asienmeisterschaft 2024.
Die Mannschaften aus Ägypten, Kroatien und Argentinien qualifizierten sich für die Hauptrunde, das viertplatzierte Team aus Bahrain zog in den President’s Cup ein.
| Pl. | Land        | Sp. | S | U | N | Tore     | Diff. | Punkte |
| --- | ----------- | --- | - | - | - | -------- | ----- | ------ |
| 1.  | Ägypten     | 3   | 3 | 0 | 0 | 0102:730 | +29   | 6      |
| 2.  | Kroatien    | 3   | 2 | 0 | 1 | 093:680  | +25   | 4      |
| 3.  | Argentinien | 3   | 1 | 0 | 2 | 069:970  | −28   | 2      |
| 4.  | Bahrain     | 3   | 0 | 0 | 3 | 071:970  | −26   | 0      |

| 15. Januar 2025 18:00 Uhr | Ägypten              | 39:25                       | Argentinien                | Arena Zagreb, Zagreb Zuschauer: 2.100 Schiedsrichter: Jørum / Kleven |
| 15. Januar 2025 18:00 Uhr | meiste Tore: Sanad 6 | (21:11)                     | meiste Tore: Moscariello 7 | Arena Zagreb, Zagreb Zuschauer: 2.100 Schiedsrichter: Jørum / Kleven |
| 15. Januar 2025 18:00 Uhr | Strafen: 2×          | Spielbericht Spielstatistik | Strafen: 3×                | Arena Zagreb, Zagreb Zuschauer: 2.100 Schiedsrichter: Jørum / Kleven |

| 15. Januar 2025 20:30 Uhr | Kroatien                | 36:22                       | Bahrain            | Arena Zagreb, Zagreb Zuschauer: 10.500 Schiedsrichter: Schulze / Tönnies |
| 15. Januar 2025 20:30 Uhr | meiste Tore: Šoštarić 8 | (17:09)                     | meiste Tore: Eid 6 | Arena Zagreb, Zagreb Zuschauer: 10.500 Schiedsrichter: Schulze / Tönnies |
| 15. Januar 2025 20:30 Uhr | Strafen: 4×             | Spielbericht Spielstatistik | Strafen: 2×        | Arena Zagreb, Zagreb Zuschauer: 10.500 Schiedsrichter: Schulze / Tönnies |

| 17. Januar 2025 18:00 Uhr | Bahrain                | 24:35                       | Ägypten                | Arena Zagreb, Zagreb Zuschauer: 2.150 Schiedsrichter: Garcia / Marín |
| 17. Januar 2025 18:00 Uhr | meiste Tore: Mohamed 8 | (11:16)                     | meiste Tore: Ramadan 5 | Arena Zagreb, Zagreb Zuschauer: 2.150 Schiedsrichter: Garcia / Marín |
| 17. Januar 2025 18:00 Uhr | Strafen: 1×            | Spielbericht Spielstatistik | Strafen: 2×            | Arena Zagreb, Zagreb Zuschauer: 2.150 Schiedsrichter: Garcia / Marín |

| 17. Januar 2025 20:30 Uhr | Kroatien                        | 33:18                       | Argentinien                | Arena Zagreb, Zagreb Zuschauer: 15.650 Schiedsrichter: Kurtagic / Wetterwik |
| 17. Januar 2025 20:30 Uhr | meiste Tore: Glavaš, Šipić je 5 | (18:07)                     | meiste Tore: R. Martínez 3 | Arena Zagreb, Zagreb Zuschauer: 15.650 Schiedsrichter: Kurtagic / Wetterwik |
| 17. Januar 2025 20:30 Uhr | Strafen: 2× 1×                  | Spielbericht Spielstatistik | Strafen: 1× 3×             | Arena Zagreb, Zagreb Zuschauer: 15.650 Schiedsrichter: Kurtagic / Wetterwik |

| 19. Januar 2025 18:00 Uhr | Argentinien              | 26:25                       | Bahrain              | Arena Zagreb, Zagreb Zuschauer: 2.750 Schiedsrichter: Hansen / Madsen |
| 19. Januar 2025 18:00 Uhr | meiste Tore: Martínez 10 | (16:11)                     | meiste Tore: Ahmed 6 | Arena Zagreb, Zagreb Zuschauer: 2.750 Schiedsrichter: Hansen / Madsen |
| 19. Januar 2025 18:00 Uhr | Strafen: 1× 2×           | Spielbericht Spielstatistik | Strafen: 2×          | Arena Zagreb, Zagreb Zuschauer: 2.750 Schiedsrichter: Hansen / Madsen |

| 19. Januar 2025 20:30 Uhr | Ägypten             | 28:24                       | Kroatien                  | Arena Zagreb, Zagreb Zuschauer: 15.600 Schiedsrichter: Horáček / Novotný |
| 19. Januar 2025 20:30 Uhr | meiste Tore: Omar 6 | (14:11)                     | meiste Tore: Martinović 6 | Arena Zagreb, Zagreb Zuschauer: 15.600 Schiedsrichter: Horáček / Novotný |
| 19. Januar 2025 20:30 Uhr | Strafen: 1× 7×      | Spielbericht Spielstatistik | Strafen: 2×               | Arena Zagreb, Zagreb Zuschauer: 15.600 Schiedsrichter: Horáček / Novotný |

### Hauptrunde
In vier Hauptrundengruppen spielten die Teams auf den Plätzen 1 bis 3 der acht Vorrundengruppen. Die Hauptrundengruppe I spielte in Herning, die Gruppe II in Varaždin, die Gruppe III in Oslo und die Hauptrundengruppe IV in Zagreb. Die Ergebnisse der Spiele gegen die Mannschaften, die aus der eigenen Vorrunden-Gruppe mit in die Hauptrunde einzogen, wurden mitgenommen. Die Spiele fanden vom 21. bis zum 26. Januar statt.
Die beiden besten Mannschaften jeder Hauptrundengruppe zogen in das Viertelfinale ein. Die anderen Mannschaften schieden nach der Hauptrunde aus dem Turnier aus.
Bei Punktgleichheit zweier oder mehrerer Mannschaften nach Abschluss der Hauptrunde wurden für diese Mannschaften folgende Kriterien für die Ermittlung der Platzierung angewendet:
1. höhere Anzahl Punkte in den Direktbegegnungen der punktgleichen Teams;
2. bessere Tordifferenz in den Direktbegegnungen der punktgleichen Teams;
3. höhere Anzahl Tore in den Direktbegegnungen der punktgleichen Teams;
4. bessere Tordifferenz in allen Gruppenspielen.

#### Gruppe I
In der Hauptrundengruppe I trafen die in der Vorrundengruppe A und der Vorrundengruppe B qualifizierten Teams aufeinander. Die dort gegeneinander erzielten Ergebnisse wurden in die Hauptrundengruppe übernommen.
Die Mannschaften aus Dänemark und Deutschland qualifizierten sich für das Viertelfinale. Die Teams auf den Plätzen 3 bis 6 schieden aus dem Turnier aus.
| Pl. | Land        | Sp. | S | U | N | Tore      | Diff. | Punkte |
| --- | ----------- | --- | - | - | - | --------- | ----- | ------ |
| 1.  | Dänemark    | 5   | 5 | 0 | 0 | 0178:1210 | +57   | 10     |
| 2.  | Deutschland | 5   | 4 | 0 | 1 | 0155:1370 | +18   | 8      |
| 3.  | Schweiz     | 5   | 2 | 1 | 2 | 0144:1380 | +6    | 5      |
| 4.  | Italien     | 5   | 2 | 0 | 3 | 0129:1490 | −20   | 4      |
| 5.  | Tschechien  | 5   | 1 | 1 | 3 | 0111:1250 | −14   | 3      |
| 6.  | Tunesien    | 5   | 0 | 0 | 5 | 0117:1640 | −47   | 0      |

| 21. Januar 2025 15:30 Uhr | Schweiz                        | 37:26                       | Tunesien              | Jyske Bank Boxen, Herning Zuschauer: 4.040 Schiedsrichter: Mikelič / Parađina |
| 21. Januar 2025 15:30 Uhr | meiste Tore: Maros, Rubin je 7 | (20:11)                     | meiste Tore: Jbeli 11 | Jyske Bank Boxen, Herning Zuschauer: 4.040 Schiedsrichter: Mikelič / Parađina |
| 21. Januar 2025 15:30 Uhr | Strafen: 1× 5× 1×              | Spielbericht Spielstatistik | Strafen: 5×           | Jyske Bank Boxen, Herning Zuschauer: 4.040 Schiedsrichter: Mikelič / Parađina |

| 21. Januar 2025 18:00 Uhr | Tschechien           | 18:25                       | Italien                 | Jyske Bank Boxen, Herning Zuschauer: 10.601 Schiedsrichter: K. Gasmi / R. Gasmi |
| 21. Januar 2025 18:00 Uhr | meiste Tore: Solák 5 | (09:14)                     | meiste Tore: Parisini 5 | Jyske Bank Boxen, Herning Zuschauer: 10.601 Schiedsrichter: K. Gasmi / R. Gasmi |
| 21. Januar 2025 18:00 Uhr | Strafen: 2×          | Spielbericht Spielstatistik | Strafen: 4×             | Jyske Bank Boxen, Herning Zuschauer: 10.601 Schiedsrichter: K. Gasmi / R. Gasmi |

| 21. Januar 2025 20:30 Uhr | Dänemark               | 40:30                       | Deutschland                         | Jyske Bank Boxen, Herning Zuschauer: 14.466 Schiedsrichter: Načevski / Nikolov |
| 21. Januar 2025 20:30 Uhr | meiste Tore: Gidsel 10 | (24:18)                     | meiste Tore: Kastening, Köster je 6 | Jyske Bank Boxen, Herning Zuschauer: 14.466 Schiedsrichter: Načevski / Nikolov |
| 21. Januar 2025 20:30 Uhr | Strafen: 1× 2×         | Spielbericht Spielstatistik | Strafen: 4×                         | Jyske Bank Boxen, Herning Zuschauer: 14.466 Schiedsrichter: Načevski / Nikolov |

| 23. Januar 2025 15:30 Uhr | Tunesien                    | 26:32                       | Tschechien               | Jyske Bank Boxen, Herning Zuschauer: 4.121 Schiedsrichter: Lovin / Stancu |
| 23. Januar 2025 15:30 Uhr | meiste Tore: Ben Abdallah 9 | (12:19)                     | meiste Tore: Mořkovský 6 | Jyske Bank Boxen, Herning Zuschauer: 4.121 Schiedsrichter: Lovin / Stancu |
| 23. Januar 2025 15:30 Uhr | Strafen: 1× 4× 1×           | Spielbericht Spielstatistik | Strafen: 1× 8×           | Jyske Bank Boxen, Herning Zuschauer: 4.121 Schiedsrichter: Lovin / Stancu |

| 23. Januar 2025 18:00 Uhr | Italien                 | 27:34                       | Deutschland              | Jyske Bank Boxen, Herning Zuschauer: 11.399 Schiedsrichter: Bíró / Kiss |
| 23. Januar 2025 18:00 Uhr | meiste Tore: Prantner 8 | (13:15)                     | meiste Tore: Kastening 6 | Jyske Bank Boxen, Herning Zuschauer: 11.399 Schiedsrichter: Bíró / Kiss |
| 23. Januar 2025 18:00 Uhr | Strafen: 3×             | Spielbericht Spielstatistik | Strafen: 1× 3×           | Jyske Bank Boxen, Herning Zuschauer: 11.399 Schiedsrichter: Bíró / Kiss |

| 23. Januar 2025 20:30 Uhr | Dänemark                 | 39:28                       | Schweiz                           | Jyske Bank Boxen, Herning Zuschauer: 14.644 Schiedsrichter: Grillo / Lenci |
| 23. Januar 2025 20:30 Uhr | meiste Tore: Andersson 8 | (18:11)                     | meiste Tore: Aellen, Leopold je 5 | Jyske Bank Boxen, Herning Zuschauer: 14.644 Schiedsrichter: Grillo / Lenci |
| 23. Januar 2025 20:30 Uhr | Strafen: 1×              | Spielbericht Spielstatistik | Strafen: 1× 3×                    | Jyske Bank Boxen, Herning Zuschauer: 14.644 Schiedsrichter: Grillo / Lenci |

| 25. Januar 2025 15:30 Uhr | Italien                 | 25:33                       | Schweiz              | Jyske Bank Boxen, Herning Zuschauer: 11.415 Schiedsrichter: K. Gasmi / R. Gasmi |
| 25. Januar 2025 15:30 Uhr | meiste Tore: Prantner 7 | (09:14)                     | meiste Tore: Rubin 9 | Jyske Bank Boxen, Herning Zuschauer: 11.415 Schiedsrichter: K. Gasmi / R. Gasmi |
| 25. Januar 2025 15:30 Uhr | Strafen: 1× 4×          | Spielbericht Spielstatistik | Strafen: 1× 4×       | Jyske Bank Boxen, Herning Zuschauer: 11.415 Schiedsrichter: K. Gasmi / R. Gasmi |

| 25. Januar 2025 18:00 Uhr | Tschechien           | 22:28                       | Dänemark               | Jyske Bank Boxen, Herning Zuschauer: 14.773 Schiedsrichter: Jovandić / Sekulić |
| 25. Januar 2025 18:00 Uhr | meiste Tore: Bláha 5 | (10:12)                     | meiste Tore: Gidsel 10 | Jyske Bank Boxen, Herning Zuschauer: 14.773 Schiedsrichter: Jovandić / Sekulić |
| 25. Januar 2025 18:00 Uhr | Strafen: 1× 4× 1×    | Spielbericht Spielstatistik | Strafen: 1×            | Jyske Bank Boxen, Herning Zuschauer: 14.773 Schiedsrichter: Jovandić / Sekulić |

| 25. Januar 2025 20:30 Uhr | Deutschland           | 31:19                       | Tunesien              | Jyske Bank Boxen, Herning Zuschauer: 6.534 Schiedsrichter: Grillo / Lenci |
| 25. Januar 2025 20:30 Uhr | meiste Tore: Grgić 11 | (18:08)                     | meiste Tore: Zariat 4 | Jyske Bank Boxen, Herning Zuschauer: 6.534 Schiedsrichter: Grillo / Lenci |
| 25. Januar 2025 20:30 Uhr | Strafen: 1×           | Spielbericht Spielstatistik | Strafen: 3×           | Jyske Bank Boxen, Herning Zuschauer: 6.534 Schiedsrichter: Grillo / Lenci |

#### Gruppe II
In der Hauptrundengruppe II trafen die in der Vorrundengruppe C und der Vorrundengruppe D qualifizierten Teams aufeinander. Die dort gegeneinander erzielten Ergebnisse wurden in die Hauptrundengruppe übernommen.
Die Mannschaften aus Frankreich und Ungarn qualifizierten sich für das Viertelfinale. Die Teams auf den Plätzen 3 bis 6 schieden aus dem Turnier aus.
| Pl. | Land           | Sp. | S | U | N | Tore      | Diff. | Punkte |
| --- | -------------- | --- | - | - | - | --------- | ----- | ------ |
| 1.  | Frankreich     | 5   | 5 | 0 | 0 | 0176:1290 | +47   | 10     |
| 2.  | Ungarn         | 5   | 3 | 1 | 1 | 0151:1450 | +6    | 7      |
| 3.  | Niederlande    | 5   | 2 | 1 | 2 | 0172:1770 | −5    | 5      |
| 4.  | Nordmazedonien | 5   | 1 | 2 | 2 | 0152:1590 | −7    | 4 a    |
| 5.  | Österreich     | 5   | 1 | 2 | 2 | 0147:1560 | −9    | 4 a    |
| 6.  | Katar          | 5   | 0 | 0 | 5 | 0139:1710 | −32   | 0      |

| 21. Januar 2025 15:30 Uhr | Österreich             | 29:29                       | Nordmazedonien       | Varaždin Arena, Varaždin Zuschauer: 1.000 Schiedsrichter: Horáček / Novotný |
| 21. Januar 2025 15:30 Uhr | meiste Tore: Hutecek 6 | (14:13)                     | meiste Tore: Mitev 6 | Varaždin Arena, Varaždin Zuschauer: 1.000 Schiedsrichter: Horáček / Novotný |
| 21. Januar 2025 15:30 Uhr | Strafen: 3×            | Spielbericht Spielstatistik | Strafen: 1×          | Varaždin Arena, Varaždin Zuschauer: 1.000 Schiedsrichter: Horáček / Novotný |

| 21. Januar 2025 18:00 Uhr | Katar                 | 37:38                       | Niederlande            | Varaždin Arena, Varaždin Zuschauer: 1.500 Schiedsrichter: Kurtagic / Wetterwik |
| 21. Januar 2025 18:00 Uhr | meiste Tore: Marzo 11 | (19:17)                     | meiste Tore: Baijens 9 | Varaždin Arena, Varaždin Zuschauer: 1.500 Schiedsrichter: Kurtagic / Wetterwik |
| 21. Januar 2025 18:00 Uhr | Strafen: 2× 5× 1×     | Spielbericht Spielstatistik | Strafen: 1× 2× 1×      | Varaždin Arena, Varaždin Zuschauer: 1.500 Schiedsrichter: Kurtagic / Wetterwik |

| 21. Januar 2025 21:00 Uhr | Ungarn               | 30:37                       | Frankreich         | Varaždin Arena, Varaždin Zuschauer: 1.500 Schiedsrichter: Schulze / Tönnies |
| 21. Januar 2025 21:00 Uhr | meiste Tore: Lékai 5 | (15:23)                     | meiste Tore: Mem 6 | Varaždin Arena, Varaždin Zuschauer: 1.500 Schiedsrichter: Schulze / Tönnies |
| 21. Januar 2025 21:00 Uhr | Strafen: 1× 5×       | Spielbericht Spielstatistik | Strafen: 1×        | Varaždin Arena, Varaždin Zuschauer: 1.500 Schiedsrichter: Schulze / Tönnies |

| 23. Januar 2025 15:30 Uhr | Nordmazedonien                          | 39:34                       | Katar                 | Varaždin Arena, Varaždin Zuschauer: 500 Schiedsrichter: Garcia / Marín |
| 23. Januar 2025 15:30 Uhr | meiste Tore: Kuzmanovski, Peševski je 6 | (21:17)                     | meiste Tore: Marzo 12 | Varaždin Arena, Varaždin Zuschauer: 500 Schiedsrichter: Garcia / Marín |
| 23. Januar 2025 15:30 Uhr | Strafen: 5× 1×                          | Spielbericht Spielstatistik | Strafen: 6× 1×        | Varaždin Arena, Varaždin Zuschauer: 500 Schiedsrichter: Garcia / Marín |

| 23. Januar 2025 18:00 Uhr | Niederlande            | 28:35                       | Frankreich                        | Varaždin Arena, Varaždin Zuschauer: 2.000 Schiedsrichter: Álvarez / Bustamante |
| 23. Januar 2025 18:00 Uhr | meiste Tore: Baijens 6 | (13:19)                     | meiste Tore: Mem, Richardson je 7 | Varaždin Arena, Varaždin Zuschauer: 2.000 Schiedsrichter: Álvarez / Bustamante |
| 23. Januar 2025 18:00 Uhr | Strafen: 1× 2×         | Spielbericht Spielstatistik | Strafen: 1× 4×                    | Varaždin Arena, Varaždin Zuschauer: 2.000 Schiedsrichter: Álvarez / Bustamante |

| 23. Januar 2025 20:30 Uhr | Ungarn                           | 29:26                       | Österreich             | Varaždin Arena, Varaždin Zuschauer: 2.600 Schiedsrichter: Kurtagic / Wetterwik |
| 23. Januar 2025 20:30 Uhr | meiste Tore: Rodríguez Álvarez 8 | (12:13)                     | meiste Tore: Frimmel 6 | Varaždin Arena, Varaždin Zuschauer: 2.600 Schiedsrichter: Kurtagic / Wetterwik |
| 23. Januar 2025 20:30 Uhr | Strafen: 3×                      | Spielbericht Spielstatistik | Strafen: 1× 3×         | Varaždin Arena, Varaždin Zuschauer: 2.600 Schiedsrichter: Kurtagic / Wetterwik |

| 25. Januar 2025 15:30 Uhr | Niederlande           | 37:37                       | Österreich                        | Varaždin Arena, Varaždin Zuschauer: 1.000 Schiedsrichter: Hansen / Madsen |
| 25. Januar 2025 15:30 Uhr | meiste Tore: Steins 7 | (19:17)                     | meiste Tore: Frimmel, Wagner je 7 | Varaždin Arena, Varaždin Zuschauer: 1.000 Schiedsrichter: Hansen / Madsen |
| 25. Januar 2025 15:30 Uhr | Strafen: 1×           | Spielbericht Spielstatistik | Strafen: 2×                       | Varaždin Arena, Varaždin Zuschauer: 1.000 Schiedsrichter: Hansen / Madsen |

| 25. Januar 2025 18:00 Uhr | Katar                   | 23:29                       | Ungarn              | Varaždin Arena, Varaždin Zuschauer: 2.200 Schiedsrichter: Horáček / Novotný |
| 25. Januar 2025 18:00 Uhr | meiste Tore: Marković 6 | (12:12)                     | meiste Tore: Imre 9 | Varaždin Arena, Varaždin Zuschauer: 2.200 Schiedsrichter: Horáček / Novotný |
| 25. Januar 2025 18:00 Uhr | Strafen: 7×             | Spielbericht Spielstatistik | Strafen: 3×         | Varaždin Arena, Varaždin Zuschauer: 2.200 Schiedsrichter: Horáček / Novotný |

| 25. Januar 2025 20:30 Uhr | Frankreich         | 32:25                       | Nordmazedonien             | Varaždin Arena, Varaždin Zuschauer: 2.300 Schiedsrichter: Jørum / Kleven |
| 25. Januar 2025 20:30 Uhr | meiste Tore: Mem 8 | (18:14)                     | meiste Tore: Kuzmanovski 8 | Varaždin Arena, Varaždin Zuschauer: 2.300 Schiedsrichter: Jørum / Kleven |
| 25. Januar 2025 20:30 Uhr | Strafen: 1×        | Spielbericht Spielstatistik | Strafen: 4×                | Varaždin Arena, Varaždin Zuschauer: 2.300 Schiedsrichter: Jørum / Kleven |

#### Gruppe III
In der Hauptrundengruppe III trafen die in der Vorrundengruppe E und der Vorrundengruppe F qualifizierten Teams aufeinander. Die dort gegeneinander erzielten Ergebnisse wurden in die Hauptrundengruppe übernommen.
Die Mannschaften aus Portugal und Brasilien qualifizierten sich für das Viertelfinale. Die Teams auf den Plätzen 3 bis 6 schieden aus dem Turnier aus.
| Pl. | Land      | Sp. | S | U | N | Tore      | Diff. | Punkte |
| --- | --------- | --- | - | - | - | --------- | ----- | ------ |
| 1.  | Portugal  | 5   | 4 | 1 | 0 | 0179:1480 | +31   | 9      |
| 2.  | Brasilien | 5   | 4 | 0 | 1 | 0136:1290 | +7    | 8      |
| 3.  | Norwegen  | 5   | 3 | 0 | 2 | 0147:1300 | +17   | 6      |
| 4.  | Schweden  | 5   | 1 | 2 | 2 | 0156:1520 | +4    | 4      |
| 5.  | Spanien   | 5   | 1 | 1 | 3 | 0138:1370 | +1    | 3      |
| 6.  | Chile     | 5   | 0 | 0 | 5 | 0126:1860 | −60   | 0      |

| 22. Januar 2025 15:30 Uhr | Brasilien              | 28:24                       | Chile                     | Unity Arena, Oslo Zuschauer: 857 Schiedsrichter: Pavićević / Ražnatović |
| 22. Januar 2025 15:30 Uhr | meiste Tore: Langaro 8 | (13:10)                     | meiste Tore: E. Salinas 7 | Unity Arena, Oslo Zuschauer: 857 Schiedsrichter: Pavićević / Ražnatović |
| 22. Januar 2025 15:30 Uhr | Strafen: 2×            | Spielbericht Spielstatistik | Strafen: 1× 4×            | Unity Arena, Oslo Zuschauer: 857 Schiedsrichter: Pavićević / Ražnatović |

| 22. Januar 2025 18:00 Uhr | Schweden                 | 37:37                       | Portugal             | Unity Arena, Oslo Zuschauer: 3.813 Schiedsrichter: Lah / Sok |
| 22. Januar 2025 18:00 Uhr | meiste Tore: Lagergren 7 | (18:18)                     | meiste Tore: Frade 7 | Unity Arena, Oslo Zuschauer: 3.813 Schiedsrichter: Lah / Sok |
| 22. Januar 2025 18:00 Uhr | Strafen: 1× 2× 1×        | Spielbericht Spielstatistik | Strafen: 1× 3×       | Unity Arena, Oslo Zuschauer: 3.813 Schiedsrichter: Lah / Sok |

| 22. Januar 2025 20:30 Uhr | Norwegen                | 25:24                       | Spanien                   | Unity Arena, Oslo Zuschauer: 5.508 Schiedsrichter: A. Konjičanin / D. Konjičanin |
| 22. Januar 2025 20:30 Uhr | meiste Tore: Grøndahl 7 | (10:13)                     | meiste Tore: Garciandia 6 | Unity Arena, Oslo Zuschauer: 5.508 Schiedsrichter: A. Konjičanin / D. Konjičanin |
| 22. Januar 2025 20:30 Uhr | Strafen: 2×             | Spielbericht Spielstatistik | Strafen: 2×               | Unity Arena, Oslo Zuschauer: 5.508 Schiedsrichter: A. Konjičanin / D. Konjičanin |

| 24. Januar 2025 15:30 Uhr | Spanien                  | 29:35                       | Portugal                | Unity Arena, Oslo Zuschauer: 2.865 Schiedsrichter: Načevski / Nikolov |
| 24. Januar 2025 15:30 Uhr | meiste Tore: Fernández 6 | (16:15)                     | meiste Tore: F. Costa 8 | Unity Arena, Oslo Zuschauer: 2.865 Schiedsrichter: Načevski / Nikolov |
| 24. Januar 2025 15:30 Uhr | Strafen: 1× 6×           | Spielbericht Spielstatistik | Strafen: 1× 4×          | Unity Arena, Oslo Zuschauer: 2.865 Schiedsrichter: Načevski / Nikolov |

| 24. Januar 2025 18:00 Uhr | Schweden                   | 24:27                       | Brasilien                        | Unity Arena, Oslo Zuschauer: 5.831 Schiedsrichter: A. Konjičanin / D. Konjičanin |
| 24. Januar 2025 18:00 Uhr | meiste Tore: Carlsbogård 6 | (09:14)                     | meiste Tore: Monte, Langaro je 4 | Unity Arena, Oslo Zuschauer: 5.831 Schiedsrichter: A. Konjičanin / D. Konjičanin |
| 24. Januar 2025 18:00 Uhr | Strafen: 1×                | Spielbericht Spielstatistik | Strafen: 1× 3× 1×                | Unity Arena, Oslo Zuschauer: 5.831 Schiedsrichter: A. Konjičanin / D. Konjičanin |

| 24. Januar 2025 20:30 Uhr | Chile                     | 22:39                       | Norwegen             | Unity Arena, Oslo Zuschauer: 7.809 Schiedsrichter: A. Covalciuc / I. Covalciuc |
| 24. Januar 2025 20:30 Uhr | meiste Tore: Feuchtmann 6 | (11:17)                     | meiste Tore: Lien 10 | Unity Arena, Oslo Zuschauer: 7.809 Schiedsrichter: A. Covalciuc / I. Covalciuc |
| 24. Januar 2025 20:30 Uhr | Strafen: 1× 4×            | Spielbericht Spielstatistik | Strafen: 3×          | Unity Arena, Oslo Zuschauer: 7.809 Schiedsrichter: A. Covalciuc / I. Covalciuc |

| 26. Januar 2025 15:30 Uhr | Portugal                | 46:28                       | Chile                         | Unity Arena, Oslo Zuschauer: 1.924 Schiedsrichter: A. Konjičanin / D. Konjičanin |
| 26. Januar 2025 15:30 Uhr | meiste Tore: F. Costa 9 | (22:17)                     | meiste Tore: Er. Feuchtmann 8 | Unity Arena, Oslo Zuschauer: 1.924 Schiedsrichter: A. Konjičanin / D. Konjičanin |
| 26. Januar 2025 15:30 Uhr | Strafen: 4×             | Spielbericht Spielstatistik | Strafen: 3× 1×                | Unity Arena, Oslo Zuschauer: 1.924 Schiedsrichter: A. Konjičanin / D. Konjičanin |

| 26. Januar 2025 18:00 Uhr | Spanien                          | 25:26                       | Brasilien                | Unity Arena, Oslo Zuschauer: 4.878 Schiedsrichter: Lah / Sok |
| 26. Januar 2025 18:00 Uhr | meiste Tore: Cikusa, Romero je 4 | (13:14)                     | meiste Tore: Hackbarth 6 | Unity Arena, Oslo Zuschauer: 4.878 Schiedsrichter: Lah / Sok |
| 26. Januar 2025 18:00 Uhr | Strafen: 1× 2×                   | Spielbericht Spielstatistik | Strafen: 3×              | Unity Arena, Oslo Zuschauer: 4.878 Schiedsrichter: Lah / Sok |

| 26. Januar 2025 20:30 Uhr | Norwegen           | 29:24                       | Schweden                 | Unity Arena, Oslo Zuschauer: 7.844 Schiedsrichter: Pavićević / Ražnatović |
| 26. Januar 2025 20:30 Uhr | meiste Tore: Aar 9 | (16:11)                     | meiste Tore: Johansson 7 | Unity Arena, Oslo Zuschauer: 7.844 Schiedsrichter: Pavićević / Ražnatović |
| 26. Januar 2025 20:30 Uhr | Strafen: 1× 5×     | Spielbericht Spielstatistik | Strafen: 2×              | Unity Arena, Oslo Zuschauer: 7.844 Schiedsrichter: Pavićević / Ražnatović |

#### Gruppe IV
In der Hauptrundengruppe IV trafen die in der Vorrundengruppe G und der Vorrundengruppe H qualifizierten Teams aufeinander. Die dort gegeneinander erzielten Ergebnisse wurden in die Hauptrundengruppe übernommen.
Die Mannschaften aus Kroatien und Ägypten qualifizierten sich für das Viertelfinale. Die Teams auf den Plätzen 3 bis 6 schieden aus dem Turnier aus.
| Pl. | Land        | Sp. | S | U | N | Tore      | Diff. | Punkte |
| --- | ----------- | --- | - | - | - | --------- | ----- | ------ |
| 1.  | Kroatien    | 5   | 4 | 0 | 1 | 0162:1220 | +40   | 8 a    |
| 2.  | Ägypten     | 5   | 4 | 0 | 1 | 0148:1250 | +23   | 8 a    |
| 3.  | Island      | 5   | 4 | 0 | 1 | 0140:1160 | +24   | 8 a    |
| 4.  | Slowenien   | 5   | 2 | 0 | 3 | 0139:1250 | +14   | 4      |
| 5.  | Argentinien | 5   | 1 | 0 | 4 | 0117:1620 | −45   | 2      |
| 6.  | Kap Verde   | 5   | 0 | 0 | 5 | 0119:1750 | −56   | 0      |

| 22. Januar 2025 15:30 Uhr | Slowenien            | 34:23                       | Argentinien                      | Arena Zagreb, Zagreb Zuschauer: 850 Schiedsrichter: Belkhiri / Hamidi |
| 22. Januar 2025 15:30 Uhr | meiste Tore: Kljun 5 | (15:08)                     | meiste Tore: Gull, Martínez je 4 | Arena Zagreb, Zagreb Zuschauer: 850 Schiedsrichter: Belkhiri / Hamidi |
| 22. Januar 2025 15:30 Uhr | Strafen: 3×          | Spielbericht Spielstatistik | Strafen: 1× 5×                   | Arena Zagreb, Zagreb Zuschauer: 850 Schiedsrichter: Belkhiri / Hamidi |

| 22. Januar 2025 18:00 Uhr | Kap Verde           | 24:44                       | Kroatien                | Arena Zagreb, Zagreb Zuschauer: 8.450 Schiedsrichter: Hansen / Madsen |
| 22. Januar 2025 18:00 Uhr | meiste Tore: Pina 9 | (11:24)                     | meiste Tore: Šoštarić 9 | Arena Zagreb, Zagreb Zuschauer: 8.450 Schiedsrichter: Hansen / Madsen |
| 22. Januar 2025 18:00 Uhr | Strafen: 1×         | Spielbericht Spielstatistik | Strafen: 1× 3×          | Arena Zagreb, Zagreb Zuschauer: 8.450 Schiedsrichter: Hansen / Madsen |

| 22. Januar 2025 20:30 Uhr | Ägypten             | 24:27                       | Island                         | Arena Zagreb, Zagreb Zuschauer: 4.350 Schiedsrichter: Schulze / Tönnies |
| 22. Januar 2025 20:30 Uhr | meiste Tore: Zein 8 | (09:13)                     | meiste Tore: V. Kristjánsson 9 | Arena Zagreb, Zagreb Zuschauer: 4.350 Schiedsrichter: Schulze / Tönnies |
| 22. Januar 2025 20:30 Uhr | Strafen: 2×         | Spielbericht Spielstatistik | Strafen: 2× 4×                 | Arena Zagreb, Zagreb Zuschauer: 4.350 Schiedsrichter: Schulze / Tönnies |

| 24. Januar 2025 15:30 Uhr | Argentinien                            | 30:26                       | Kap Verde            | Arena Zagreb, Zagreb Zuschauer: 450 Schiedsrichter: Kurtagic / Wetterwik |
| 24. Januar 2025 15:30 Uhr | meiste Tore: Jung, Cangiani, Saco je 5 | (14:14)                     | meiste Tore: Pina 10 | Arena Zagreb, Zagreb Zuschauer: 450 Schiedsrichter: Kurtagic / Wetterwik |
| 24. Januar 2025 15:30 Uhr | Strafen: 1× 4×                         | Spielbericht Spielstatistik | Strafen: 2×          | Arena Zagreb, Zagreb Zuschauer: 450 Schiedsrichter: Kurtagic / Wetterwik |

| 24. Januar 2025 18:00 Uhr | Ägypten                 | 26:25                       | Slowenien           | Arena Zagreb, Zagreb Zuschauer: 5.250 Schiedsrichter: Jørum / Kleven |
| 24. Januar 2025 18:00 Uhr | meiste Tore: El-Deraa 6 | (16:14)                     | meiste Tore: Janc 8 | Arena Zagreb, Zagreb Zuschauer: 5.250 Schiedsrichter: Jørum / Kleven |
| 24. Januar 2025 18:00 Uhr | Strafen: 4×             | Spielbericht Spielstatistik | Strafen: 1× 3×      | Arena Zagreb, Zagreb Zuschauer: 5.250 Schiedsrichter: Jørum / Kleven |

| 24. Januar 2025 20:30 Uhr | Kroatien                  | 32:26                       | Island                         | Arena Zagreb, Zagreb Zuschauer: 15.600 Schiedsrichter: Garcia / Marín |
| 24. Januar 2025 20:30 Uhr | meiste Tore: Martinović 8 | (20:12)                     | meiste Tore: V. Kristjánsson 5 | Arena Zagreb, Zagreb Zuschauer: 15.600 Schiedsrichter: Garcia / Marín |
| 24. Januar 2025 20:30 Uhr | Strafen: 2× 1×            | Spielbericht Spielstatistik | Strafen: 1× 3×                 | Arena Zagreb, Zagreb Zuschauer: 15.600 Schiedsrichter: Garcia / Marín |

| 26. Januar 2025 15:30 Uhr | Island                     | 30:21                       | Argentinien                | Arena Zagreb, Zagreb Zuschauer: 1.550 Schiedsrichter: Belkhiri / Hamidi |
| 26. Januar 2025 15:30 Uhr | meiste Tore: Ríkharðsson 7 | (15:10)                     | meiste Tore: R. Martínez 6 | Arena Zagreb, Zagreb Zuschauer: 1.550 Schiedsrichter: Belkhiri / Hamidi |
| 26. Januar 2025 15:30 Uhr | Strafen: 4×                | Spielbericht Spielstatistik | Strafen: 1× 2×             | Arena Zagreb, Zagreb Zuschauer: 1.550 Schiedsrichter: Belkhiri / Hamidi |

| 26. Januar 2025 18:00 Uhr | Kap Verde           | 24:31                       | Ägypten              | Arena Zagreb, Zagreb Zuschauer: 1.250 Schiedsrichter: Álvarez / Bustamante |
| 26. Januar 2025 18:00 Uhr | meiste Tore: Pina 6 | (13:14)                     | meiste Tore: Omar 11 | Arena Zagreb, Zagreb Zuschauer: 1.250 Schiedsrichter: Álvarez / Bustamante |
| 26. Januar 2025 18:00 Uhr | Strafen: 4×         | Spielbericht Spielstatistik | Strafen: 2×          | Arena Zagreb, Zagreb Zuschauer: 1.250 Schiedsrichter: Álvarez / Bustamante |

| 26. Januar 2025 20:30 Uhr | Kroatien                                    | 29:26                       | Slowenien           | Arena Zagreb, Zagreb Zuschauer: 15.600 Schiedsrichter: Horáček / Novotný |
| 26. Januar 2025 20:30 Uhr | meiste Tore: Martinović, Šipić, Glavaš je 5 | (15:15)                     | meiste Tore: Vlah 5 | Arena Zagreb, Zagreb Zuschauer: 15.600 Schiedsrichter: Horáček / Novotný |
| 26. Januar 2025 20:30 Uhr | Strafen: 2×                                 | Spielbericht Spielstatistik | Strafen: 4×         | Arena Zagreb, Zagreb Zuschauer: 15.600 Schiedsrichter: Horáček / Novotný |

### President’s Cup
Die Mannschaften, die in den acht Vorrundengruppen jeweils den vierten Platz belegten, spielen im President’s Cup in zwei Gruppen zu je vier Mannschaften. Die Spiele beider Gruppen finden vom 21. bis zum 28. Januar 2025 in Poreč statt.

#### Platzierungsrunde
Die erste Phase war die Platzierungsrunde. Hier wurde ermittelt, welche Mannschaften um welche Plätze in den Platzierungsspielen spielen. Dazu wurden zwei Gruppen mit jeweils vier Mannschaften gebildet, die gegeneinander in einer Punktspielrunde antraten.

##### Gruppe I
| Pl. | Land     | Sp. | S | U | N | Tore     | Diff. | Punkte |
| --- | -------- | --- | - | - | - | -------- | ----- | ------ |
| 1.  | Polen    | 3   | 3 | 0 | 0 | 0120:920 | +28   | 6      |
| 2.  | Kuwait   | 3   | 2 | 0 | 1 | 096:970  | −1    | 4      |
| 3.  | Algerien | 3   | 1 | 0 | 2 | 095:990  | −4    | 2      |
| 4.  | Guinea   | 3   | 0 | 0 | 3 | 075:980  | −23   | 0      |

| 21. Januar 2025 15:30 Uhr | Kuwait                  | 26:24                       | Guinea               | Športska dvorana Žatika, Poreč Zuschauer: 154 Schiedsrichter: Paolantoni / García |
| 21. Januar 2025 15:30 Uhr | meiste Tore: Aldawani 8 | (15:11)                     | meiste Tore: Lebon 7 | Športska dvorana Žatika, Poreč Zuschauer: 154 Schiedsrichter: Paolantoni / García |
| 21. Januar 2025 15:30 Uhr | Strafen: 1×             | Spielbericht Spielstatistik | Strafen: 3× 1×       | Športska dvorana Žatika, Poreč Zuschauer: 154 Schiedsrichter: Paolantoni / García |

| 21. Januar 2025 18:00 Uhr | Polen                      | 38:32                       | Algerien                                    | Športska dvorana Žatika, Poreč Zuschauer: 168 Schiedsrichter: Lemes / Sosa |
| 21. Januar 2025 18:00 Uhr | meiste Tore: Jędraszczyk 8 | (19:14)                     | meiste Tore: Abdi, Berkous, Bouadjadja je 6 | Športska dvorana Žatika, Poreč Zuschauer: 168 Schiedsrichter: Lemes / Sosa |
| 21. Januar 2025 18:00 Uhr | Strafen: 2×                | Spielbericht Spielstatistik | Strafen: 2× 1×                              | Športska dvorana Žatika, Poreč Zuschauer: 168 Schiedsrichter: Lemes / Sosa |

| 23. Januar 2025 15:30 Uhr | Algerien                  | 32:23                       | Guinea                 | Športska dvorana Žatika, Poreč Zuschauer: 72 Schiedsrichter: Paolantoni / García |
| 23. Januar 2025 15:30 Uhr | meiste Tore: Khermouche 7 | (14:09)                     | meiste Tore: Pasquet 5 | Športska dvorana Žatika, Poreč Zuschauer: 72 Schiedsrichter: Paolantoni / García |
| 23. Januar 2025 15:30 Uhr | Strafen: 2×               | Spielbericht Spielstatistik | Strafen: 3×            | Športska dvorana Žatika, Poreč Zuschauer: 72 Schiedsrichter: Paolantoni / García |

| 23. Januar 2025 18:00 Uhr | Polen                  | 42:32                       | Kuwait                  | Športska dvorana Žatika, Poreč Zuschauer: 125 Schiedsrichter: Ah. Gheisarian / Am. Gheisarian |
| 23. Januar 2025 18:00 Uhr | meiste Tore: Paterek 9 | (21:15)                     | meiste Tore: Aldawani 8 | Športska dvorana Žatika, Poreč Zuschauer: 125 Schiedsrichter: Ah. Gheisarian / Am. Gheisarian |
| 23. Januar 2025 18:00 Uhr | Strafen: 1× 4×         | Spielbericht Spielstatistik | Strafen: 3×             | Športska dvorana Žatika, Poreč Zuschauer: 125 Schiedsrichter: Ah. Gheisarian / Am. Gheisarian |

| 25. Januar 2025 15:30 Uhr | Algerien              | 31:38                       | Kuwait                   | Športska dvorana Žatika, Poreč Zuschauer: 234 Schiedsrichter: Lemes / Sosa |
| 25. Januar 2025 15:30 Uhr | meiste Tore: Saker 10 | (14:18)                     | meiste Tore: Aldawani 13 | Športska dvorana Žatika, Poreč Zuschauer: 234 Schiedsrichter: Lemes / Sosa |
| 25. Januar 2025 15:30 Uhr | Strafen: 3× 1×        | Spielbericht Spielstatistik | Strafen: 3× 1×           | Športska dvorana Žatika, Poreč Zuschauer: 234 Schiedsrichter: Lemes / Sosa |

| 25. Januar 2025 18:00 Uhr | Guinea                 | 28:40                       | Polen                     | Športska dvorana Žatika, Poreč Zuschauer: 356 Schiedsrichter: Bolić / Hurich |
| 25. Januar 2025 18:00 Uhr | meiste Tore: Pasquet 8 | (13:21)                     | meiste Tore: Czapliński 7 | Športska dvorana Žatika, Poreč Zuschauer: 356 Schiedsrichter: Bolić / Hurich |
| 25. Januar 2025 18:00 Uhr | Strafen: 1×            | Spielbericht Spielstatistik | Strafen: 4×               | Športska dvorana Žatika, Poreč Zuschauer: 356 Schiedsrichter: Bolić / Hurich |

##### Gruppe II
| Pl. | Land               | Sp. | S | U | N | Tore    | Diff. | Punkte |
| --- | ------------------ | --- | - | - | - | ------- | ----- | ------ |
| 1.  | Vereinigte Staaten | 3   | 3 | 0 | 0 | 084:790 | +5    | 6      |
| 2.  | Japan              | 3   | 2 | 0 | 1 | 088:770 | +11   | 4      |
| 3.  | Bahrain            | 3   | 1 | 0 | 2 | 094:870 | +7    | 2      |
| 4.  | Kuba               | 3   | 0 | 0 | 3 | 075:980 | −23   | 0      |

| 22. Januar 2025 15:30 Uhr | Kuba                                     | 26:39                       | Bahrain                  | Športska dvorana Žatika, Poreč Zuschauer: 88 Schiedsrichter: Ah. Gheisarian / Am. Gheisarian |
| 22. Januar 2025 15:30 Uhr | meiste Tore: Almeida, Garcia, Ramos je 4 | (12:17)                     | meiste Tore: Alzaimoor 6 | Športska dvorana Žatika, Poreč Zuschauer: 88 Schiedsrichter: Ah. Gheisarian / Am. Gheisarian |
| 22. Januar 2025 15:30 Uhr | Strafen: 3×                              | Spielbericht Spielstatistik | Strafen: 2×              | Športska dvorana Žatika, Poreč Zuschauer: 88 Schiedsrichter: Ah. Gheisarian / Am. Gheisarian |

| 22. Januar 2025 18:00 Uhr | Vereinigte Staaten                   | 27:25                       | Japan                  | Športska dvorana Žatika, Poreč Zuschauer: 104 Schiedsrichter: Bolić / Hurich |
| 22. Januar 2025 18:00 Uhr | meiste Tore: Corning, Hoddersen je 7 | (15:13)                     | meiste Tore: Yoshino 8 | Športska dvorana Žatika, Poreč Zuschauer: 104 Schiedsrichter: Bolić / Hurich |
| 22. Januar 2025 18:00 Uhr | Strafen: 3×                          | Spielbericht Spielstatistik | Strafen: 3×            | Športska dvorana Žatika, Poreč Zuschauer: 104 Schiedsrichter: Bolić / Hurich |

| 24. Januar 2025 15:30 Uhr | Japan                  | 31:27                       | Bahrain                | Športska dvorana Žatika, Poreč Zuschauer: 150 Schiedsrichter: Mikelič / Parađina |
| 24. Januar 2025 15:30 Uhr | meiste Tore: Yoshino 6 | (13:13)                     | meiste Tore: Mohamed 6 | Športska dvorana Žatika, Poreč Zuschauer: 150 Schiedsrichter: Mikelič / Parađina |
| 24. Januar 2025 15:30 Uhr | Strafen: 1× 3×         | Spielbericht Spielstatistik | Strafen: 3×            | Športska dvorana Žatika, Poreč Zuschauer: 150 Schiedsrichter: Mikelič / Parađina |

| 24. Januar 2025 18:00 Uhr | Vereinigte Staaten       | 27:26                       | Kuba                         | Športska dvorana Žatika, Poreč Zuschauer: 211 Schiedsrichter: Lemes / Sosa |
| 24. Januar 2025 18:00 Uhr | meiste Tore: Hoddersen 7 | (14:15)                     | meiste Tore: García Rivera 8 | Športska dvorana Žatika, Poreč Zuschauer: 211 Schiedsrichter: Lemes / Sosa |
| 24. Januar 2025 18:00 Uhr | Strafen: 3× 1×           | Spielbericht Spielstatistik | Strafen: 7×                  | Športska dvorana Žatika, Poreč Zuschauer: 211 Schiedsrichter: Lemes / Sosa |

| 26. Januar 2025 15:30 Uhr | Japan                | 32:23                       | Kuba                     | Športska dvorana Žatika, Poreč Zuschauer: 210 Schiedsrichter: Ah. Gheisarian / Am. Gheisarian |
| 26. Januar 2025 15:30 Uhr | meiste Tore: Arase 7 | (14:11)                     | meiste Tore: Rodriguez 8 | Športska dvorana Žatika, Poreč Zuschauer: 210 Schiedsrichter: Ah. Gheisarian / Am. Gheisarian |
| 26. Januar 2025 15:30 Uhr | Strafen: 4×          | Spielbericht Spielstatistik | Strafen: 3×              | Športska dvorana Žatika, Poreč Zuschauer: 210 Schiedsrichter: Ah. Gheisarian / Am. Gheisarian |

| 26. Januar 2025 18:00 Uhr | Bahrain               | 28:30                       | Vereinigte Staaten                   | Športska dvorana Žatika, Poreč Zuschauer: 317 Schiedsrichter: Paolantoni / García |
| 26. Januar 2025 18:00 Uhr | meiste Tore: Qambar 8 | (14:15)                     | meiste Tore: Corning, Hoddersen je 7 | Športska dvorana Žatika, Poreč Zuschauer: 317 Schiedsrichter: Paolantoni / García |
| 26. Januar 2025 18:00 Uhr | Strafen: 1× 4×        | Spielbericht Spielstatistik | Strafen: 2×                          | Športska dvorana Žatika, Poreč Zuschauer: 317 Schiedsrichter: Paolantoni / García |

#### Platzierungsspiele (Plätze 25 bis 32)
Die zweite Phase waren die Platzierungsspiele. Die Paarungen ergaben sich aus den in der vorherigen Platzierungsrunde ermittelten Gruppenplätzen – die Erstplatzierten der beiden Gruppen spielten um Platz 25, die Zweitplatzierten um Platz 27, die Drittplatzierten spielten untereinander Platz 29 aus und die Letztplatzierten der Gruppen den 31. Platz. Die Spiele wurden am 28. Januar 2025 ausgetragen. Im Falle eines Unentschiedens nach regulärer Spielzeit wurde das Spiel direkt durch Siebenmeterwerfen entschieden.

##### Spiel um Platz 31
| 28. Januar 2025 13:00 Uhr | Guinea               | 33:31 n. S.                 | Kuba                      | Športska dvorana Žatika, Poreč Zuschauer: 91 Schiedsrichter: Bolić / Hurich |
| 28. Januar 2025 13:00 Uhr | meiste Tore: Lebon 8 | (16:16), (28:28)            | meiste Tore: Rodriguez 10 | Športska dvorana Žatika, Poreč Zuschauer: 91 Schiedsrichter: Bolić / Hurich |
| 28. Januar 2025 13:00 Uhr | Strafen: 2×          | Spielbericht Spielstatistik | Strafen: 1×               | Športska dvorana Žatika, Poreč Zuschauer: 91 Schiedsrichter: Bolić / Hurich |

##### Spiel um Platz 29
| 28. Januar 2025 15:30 Uhr | Algerien                                              | 26:29                       | Bahrain                | Športska dvorana Žatika, Poreč Zuschauer: 110 Schiedsrichter: Lemes / Sosa |
| 28. Januar 2025 15:30 Uhr | meiste Tore: Naim, Saker, Bouadjadja, Khermouche je 4 | (18:17)                     | meiste Tore: Mohamed 9 | Športska dvorana Žatika, Poreč Zuschauer: 110 Schiedsrichter: Lemes / Sosa |
| 28. Januar 2025 15:30 Uhr | Strafen: 1×                                           | Spielbericht Spielstatistik | Strafen: 1×            | Športska dvorana Žatika, Poreč Zuschauer: 110 Schiedsrichter: Lemes / Sosa |

##### Spiel um Platz 27
| 28. Januar 2025 18:00 Uhr | Kuwait                  | 37:32                       | Japan                               | Športska dvorana Žatika, Poreč Zuschauer: 65 Schiedsrichter: Paolantoni / García |
| 28. Januar 2025 18:00 Uhr | meiste Tore: Aldawani 8 | (17:16)                     | meiste Tore: Yoshino, Fujisaka je 6 | Športska dvorana Žatika, Poreč Zuschauer: 65 Schiedsrichter: Paolantoni / García |
| 28. Januar 2025 18:00 Uhr | Strafen: 1× 2×          | Spielbericht Spielstatistik | Strafen: 1×                         | Športska dvorana Žatika, Poreč Zuschauer: 65 Schiedsrichter: Paolantoni / García |

##### Spiel um Platz 25
| 28. Januar 2025 20:30 Uhr | Polen                      | 24:22 n. S.                 | Vereinigte Staaten    | Športska dvorana Žatika, Poreč Zuschauer: 120 Schiedsrichter: Belkhiri / Hamidi |
| 28. Januar 2025 20:30 Uhr | meiste Tore: Jędraszczyk 4 | (11:13), (21:21)            | meiste Tore: Fofana 5 | Športska dvorana Žatika, Poreč Zuschauer: 120 Schiedsrichter: Belkhiri / Hamidi |
| 28. Januar 2025 20:30 Uhr | Strafen: 1× 2×             | Spielbericht Spielstatistik | Strafen: 3×           | Športska dvorana Žatika, Poreč Zuschauer: 120 Schiedsrichter: Belkhiri / Hamidi |

### Viertelfinale
Im Viertelfinale, das in Oslo und Zagreb ausgetragen wurde, spielten die Teams auf den Plätzen 1 und 2 der vier Hauptrundengruppen um den Einzug ins Halbfinale.
| Viertelfinale            | Viertelfinale | Viertelfinale |      |            | Halbfinale | Halbfinale | Halbfinale |                  |                  | Finale           | Finale | Finale |
|                          |               |               |      |            |            |            |            |                  |                  |                  |        |        |
| II 1                     | Frankreich    | 34            |      |            |            |            |            |                  |                  |                  |        |        |
| IV 2                     | Ägypten       | 33            |      |            |            |            |            |                  |                  |                  |        |        |
|                          |               |               | II 1 | Frankreich | 28         |            |            |                  |                  |                  |        |        |
|                          |               |               |      | IV 1       | Kroatien   | 31         |            |                  |                  |                  |        |        |
| IV 1                     | Kroatien      | 31            |      |            |            |            |            |                  |                  |                  |        |        |
| II 2                     | Ungarn        | 30            |      |            |            |            | Endspiel   | Endspiel         | Endspiel         |                  |        |        |
|                          |               |               | IV 1 | Kroatien   | 26         |            |            |                  |                  |                  |        |        |
|                          |               |               |      | I 1        | Dänemark   | 32         |            |                  |                  |                  |        |        |
| I 1                      | Dänemark      | 33            |      |            |            |            |            |                  |                  |                  |        |        |
| III 2                    | Brasilien     | 21            |      |            |            |            |            |                  |                  |                  |        |        |
|                          |               |               | I 1  | Dänemark   | 40         |            |            |                  |                  |                  |        |        |
|                          |               |               |      | III 1      | Portugal   | 27         |            | Spiel um Platz 3 | Spiel um Platz 3 | Spiel um Platz 3 |        |        |
| III 1                    | Portugal      | 31*           |      |            |            | II 1       | Frankreich | 35               |                  |                  |        |        |
| I 2                      | Deutschland   | 30            |      |            |            |            | III 1      | Portugal         | 34               |                  |        |        |
| * Sieg nach Verlängerung |               |               |      |            |            |            |            |                  |                  |                  |        |        |

| 28. Januar 2025 18:00 Uhr | Kroatien              | 31:30                       | Ungarn              | Arena Zagreb, Zagreb Zuschauer: 15.600 Schiedsrichter: Garcia / Marín |
| 28. Januar 2025 18:00 Uhr | meiste Tore: Glavaš 6 | (16:16)                     | meiste Tore: Ilić 8 | Arena Zagreb, Zagreb Zuschauer: 15.600 Schiedsrichter: Garcia / Marín |
| 28. Januar 2025 18:00 Uhr | Strafen: 2× 5×        | Spielbericht Spielstatistik | Strafen: 2× 1×      | Arena Zagreb, Zagreb Zuschauer: 15.600 Schiedsrichter: Garcia / Marín |

| 28. Januar 2025 21:00 Uhr | Frankreich                    | 34:33                       | Ägypten               | Arena Zagreb, Zagreb Zuschauer: 5.850 Schiedsrichter: Načevski / Nikolov |
| 28. Januar 2025 21:00 Uhr | meiste Tore: Remili, Mem je 6 | (18:14)                     | meiste Tore: Hesham 8 | Arena Zagreb, Zagreb Zuschauer: 5.850 Schiedsrichter: Načevski / Nikolov |
| 28. Januar 2025 21:00 Uhr | Strafen: 1× 3× 1×             | Spielbericht Spielstatistik | Strafen: 2×           | Arena Zagreb, Zagreb Zuschauer: 5.850 Schiedsrichter: Načevski / Nikolov |

| 29. Januar 2025 17:30 Uhr | Dänemark                                          | 33:21                       | Brasilien                       | Unity Arena, Oslo Zuschauer: 5.922 Schiedsrichter: Bíró / Kiss |
| 29. Januar 2025 17:30 Uhr | meiste Tore: Jakobsen, Lauge Schmidt, Gidsel je 6 | (15:12)                     | meiste Tore: Lima de Carvalho 7 | Unity Arena, Oslo Zuschauer: 5.922 Schiedsrichter: Bíró / Kiss |
| 29. Januar 2025 17:30 Uhr | Strafen: 3×                                       | Spielbericht Spielstatistik | Strafen: 1× 5×                  | Unity Arena, Oslo Zuschauer: 5.922 Schiedsrichter: Bíró / Kiss |

| 29. Januar 2025 20:30 Uhr | Portugal                | 31:30 n. V.                 | Deutschland          | Unity Arena, Oslo Zuschauer: 7.475 Schiedsrichter: Jørum / Kleven |
| 29. Januar 2025 20:30 Uhr | meiste Tore: F. Costa 8 | (13:09), (26:26)            | meiste Tore: Zerbe 9 | Unity Arena, Oslo Zuschauer: 7.475 Schiedsrichter: Jørum / Kleven |
| 29. Januar 2025 20:30 Uhr | Strafen: 1× 4× 1×       | Spielbericht Spielstatistik | Strafen: 1× 5×       | Unity Arena, Oslo Zuschauer: 7.475 Schiedsrichter: Jørum / Kleven |

### Halbfinale
Im Halbfinale traten die Sieger der Viertelfinalspiele an. Die Spiele des Halbfinales wurden in Oslo und Zagreb ausgetragen. Die Sieger zogen in das Finale ein und spielen in Oslo um den Weltmeistertitel, die Verlierer treten gegeneinander in Oslo im Spiel um Platz 3 an.
Das Halbfinalspiel in Zagreb wurde am 30. Januar und damit einen Tag vor dem Halbfinalspiel in Oslo ausgetragen, um einen möglichen Nachteil für die in Zagreb spielenden Mannschaften durch den Weg nach Oslo zum Finale bzw. Spiel um Platz 3 zu vermeiden.
| 30. Januar 2025 21:00 Uhr | Frankreich         | 28:31                       | Kroatien                        | Arena Zagreb, Zagreb Zuschauer: 15.600 Schiedsrichter: Schulze / Tönnies |
| 30. Januar 2025 21:00 Uhr | meiste Tore: Mem 8 | (11:18)                     | meiste Tore: Srna, Jelinić je 7 | Arena Zagreb, Zagreb Zuschauer: 15.600 Schiedsrichter: Schulze / Tönnies |
| 30. Januar 2025 21:00 Uhr | Strafen: 1× 4× 1×  | Spielbericht Spielstatistik | Strafen: 2× 4×                  | Arena Zagreb, Zagreb Zuschauer: 15.600 Schiedsrichter: Schulze / Tönnies |

| 31. Januar 2025 20:30 Uhr | Dänemark              | 40:27                       | Portugal             | Unity Arena, Oslo Zuschauer: 8.448 Schiedsrichter: Lah / Sok |
| 31. Januar 2025 20:30 Uhr | meiste Tore: Gidsel 9 | (20:16)                     | meiste Tore: Areia 5 | Unity Arena, Oslo Zuschauer: 8.448 Schiedsrichter: Lah / Sok |
| 31. Januar 2025 20:30 Uhr | Strafen: 4×           | Spielbericht Spielstatistik | Strafen: 4×          | Unity Arena, Oslo Zuschauer: 8.448 Schiedsrichter: Lah / Sok |

### Spiel um Platz 3
Das Spiel um Platz 3 fand in Oslo statt. Es wurde von den beiden Verlierern der Halbfinalspiele, Frankreich und Portugal, bestritten.
Die französische Auswahl war Weltmeister der Jahre 1995, 2001, 2009, 2011, 2015 und 2017; ein portugiesisches Team war bei der diesjährigen Austragung erstmals überhaupt über die Hauptrunde hinaus gekommen.
| 2. Februar 2025 15:00 Uhr | Frankreich            | 35:34                       | Portugal                | Unity Arena, Oslo Zuschauer: 10.928 Schiedsrichter: Načevski / Nikolov |
| 2. Februar 2025 15:00 Uhr | meiste Tore: Minne 10 | (19:17)                     | meiste Tore: F. Costa 8 | Unity Arena, Oslo Zuschauer: 10.928 Schiedsrichter: Načevski / Nikolov |
| 2. Februar 2025 15:00 Uhr | Strafen: 1× 2×        | Spielbericht Spielstatistik | Strafen: 2×             | Unity Arena, Oslo Zuschauer: 10.928 Schiedsrichter: Načevski / Nikolov |

### Finale
Das Spiel um die Weltmeisterschaft 2025 fand in Oslo statt. Die beiden Gewinner der Halbfinalspiele, Kroatien und Dänemark, standen sich hier gegenüber.
Die kroatische Nationalmannschaft hatte bis dato einen Weltmeistertitel gewonnen (2003), die dänische Auswahl gewann die letzten drei Weltmeisterschaften (2019, 2021 und 2023) und konnte sich den vierten WM-Titel in Folge sichern.
| 2. Februar 2025 18:00 Uhr | Kroatien                  | 26:32                       | Dänemark               | Unity Arena, Oslo Zuschauer: 13.384 Schiedsrichter: Garcia / Marín |
| 2. Februar 2025 18:00 Uhr | meiste Tore: Martinović 6 | (12:16)                     | meiste Tore: Gidsel 10 | Unity Arena, Oslo Zuschauer: 13.384 Schiedsrichter: Garcia / Marín |
| 2. Februar 2025 18:00 Uhr | Strafen: 2× 7× 2×         | Spielbericht Spielstatistik | Strafen: 1× 4×         | Unity Arena, Oslo Zuschauer: 13.384 Schiedsrichter: Garcia / Marín |

## Platzierungen
Bei der Weltmeisterschaft 2025 werden die Plätze 1 bis 4 (in den Finalspielen) sowie 25 bis 32 (im President’s Cup) direkt ausgespielt. Die weiteren Plätze werden anhand der Platzierungen nach der Hauptrunde bestimmt – die Viertelfinalverlierer belegen die Plätze 5 bis 8, die Drittplatzierten der Hauptrundengruppen belegten die Plätze 9 bis 12, die Viertplatzierten die Plätze 13 bis 16, die Fünftplatzierten die Abschlussplätze 17 bis 20 und unter den Sechstplatzierten wurden die Plätze 21 bis 24 ermittelt. Bei Punktgleichheit wurde die Tordifferenz zur Unterscheidung hinzugezogen.
→ siehe auch Einzelheiten zu den Kadern aller 32 teilnehmenden Mannschaften bei der Weltmeisterschaft 2025
| Platz | Team                               | Verband | Anmerkung | Sp. | Pkt. | S | U | N | Tore    | Diff. |
| ----- | ---------------------------------- | ------- | --- | --- | ---- | - | - | - | ------- | ----- |
| 01    | Dänemark                           | EHF     | Finale | 9   | 18   | 9 | 0 | 0 | 330:217 | +113  |
| 02    | Kroatien                           | EHF     | Finale | 9   | 14   | 7 | 0 | 2 | 286:234 | +52   |
|       |                                    |         | |     |      |   |   |   |         |       |
| 03    | Frankreich                         | EHF     | Spiel um Platz 3 | 9   | 16   | 8 | 0 | 1 | 316:246 | +70   |
| 04    | Portugal                           | EHF     | Spiel um Platz 3 | 9   | 13   | 6 | 1 | 2 | 301:274 | +27   |
|       |                                    |         | |     |      |   |   |   |         |       |
| 05    | Ägypten                            | CAHB    | Die Teams schieden im Viertelfinale aus. Die Platzierungen wurden anhand der Punkte und Tordifferenzen in der Hauptrunde ermittelt. | 7   | 10   | 5 | 0 | 2 | 216:183 | +33   |
| 06    | Deutschland                        | EHF     | Die Teams schieden im Viertelfinale aus. Die Platzierungen wurden anhand der Punkte und Tordifferenzen in der Hauptrunde ermittelt. | 7   | 10   | 5 | 0 | 2 | 220:196 | +24   |
| 07    | Brasilien                          | SCAHC   | Die Teams schieden im Viertelfinale aus. Die Platzierungen wurden anhand der Punkte und Tordifferenzen in der Hauptrunde ermittelt. | 7   | 10   | 5 | 0 | 2 | 188:186 | +2    |
| 08    | Ungarn                             | EHF     | Die Teams schieden im Viertelfinale aus. Die Platzierungen wurden anhand der Punkte und Tordifferenzen in der Hauptrunde ermittelt. | 7   | 09   | 4 | 1 | 2 | 216:194 | +22   |
|       |                                    |         | |     |      |   |   |   |         |       |
| 09    | Island                             | EHF     | Die Teams schieden nach der Hauptrunde, in der sie jeweils den 3. Platz belegten, aus. Island hatte am Ende der Hauptrunde 8 Punkte, Norwegen 6, die Schweiz und die Niederlande je 5 Punkte; die bessere Tordifferenz brachte die Schweiz (+6) auf den Platz vor den Niederlanden (-5). | 6   | 10   | 5 | 0 | 1 | 180:135 | +45   |
| 10    | Norwegen                           | EHF     | Die Teams schieden nach der Hauptrunde, in der sie jeweils den 3. Platz belegten, aus. Island hatte am Ende der Hauptrunde 8 Punkte, Norwegen 6, die Schweiz und die Niederlande je 5 Punkte; die bessere Tordifferenz brachte die Schweiz (+6) auf den Platz vor den Niederlanden (-5). | 6   | 08   | 4 | 0 | 2 | 180:147 | +33   |
| 11    | Schweiz                            | EHF     | Die Teams schieden nach der Hauptrunde, in der sie jeweils den 3. Platz belegten, aus. Island hatte am Ende der Hauptrunde 8 Punkte, Norwegen 6, die Schweiz und die Niederlande je 5 Punkte; die bessere Tordifferenz brachte die Schweiz (+6) auf den Platz vor den Niederlanden (-5). | 6   | 07   | 3 | 1 | 2 | 174:166 | +8    |
| 12    | Niederlande                        | EHF     | Die Teams schieden nach der Hauptrunde, in der sie jeweils den 3. Platz belegten, aus. Island hatte am Ende der Hauptrunde 8 Punkte, Norwegen 6, die Schweiz und die Niederlande je 5 Punkte; die bessere Tordifferenz brachte die Schweiz (+6) auf den Platz vor den Niederlanden (-5). | 6   | 07   | 3 | 1 | 2 | 212:200 | +12   |
|       |                                    |         | |     |      |   |   |   |         |       |
| 13    | Slowenien                          | EHF     | Die Teams schieden nach der Hauptrunde, in der sie jeweils den 4. Platz belegten, aus. Die in der Hauptrunde Viertplatzierten hatten dort jeweils 4 Punkte, die bessere Tordifferenz brachte Slowenien (+14) vor Schweden (+4), Nordmazedonien (-7) und Italien (-20).                   | 6   | 06   | 3 | 0 | 3 | 180:144 | +36   |
| 14    | Schweden                           | EHF     | Die Teams schieden nach der Hauptrunde, in der sie jeweils den 4. Platz belegten, aus. Die in der Hauptrunde Viertplatzierten hatten dort jeweils 4 Punkte, die bessere Tordifferenz brachte Slowenien (+14) vor Schweden (+4), Nordmazedonien (-7) und Italien (-20).                   | 6   | 06   | 2 | 2 | 2 | 195:173 | +22   |
| 15    | Nordmazedonien                     | EHF     | Die Teams schieden nach der Hauptrunde, in der sie jeweils den 4. Platz belegten, aus. Die in der Hauptrunde Viertplatzierten hatten dort jeweils 4 Punkte, die bessere Tordifferenz brachte Slowenien (+14) vor Schweden (+4), Nordmazedonien (-7) und Italien (-20).                   | 6   | 06   | 2 | 2 | 2 | 181:179 | +2    |
| 16    | Italien                            | EHF     | Die Teams schieden nach der Hauptrunde, in der sie jeweils den 4. Platz belegten, aus. Die in der Hauptrunde Viertplatzierten hatten dort jeweils 4 Punkte, die bessere Tordifferenz brachte Slowenien (+14) vor Schweden (+4), Nordmazedonien (-7) und Italien (-20).                   | 6   | 06   | 3 | 0 | 3 | 143:132 | +11   |
|       |                                    |         | |     |      |   |   |   |         |       |
| 17    | Österreich                         | EHF     | Die Teams schieden nach der Hauptrunde, in der sie jeweils den 5. Platz belegten, aus. Österreich hatte nach der Hauptrunde 5 Punkte, Spanien und Tschechien je 3 Punkte und Argentinien 2 Punkte. Die bessere Tordifferenz brachte Spanien (+1) auf den Platz vor Tschechien (-14).     | 6   | 06   | 2 | 2 | 2 | 184:182 | +2    |
| 18    | Spanien (→Spanien bei der WM 2025) | EHF     | Die Teams schieden nach der Hauptrunde, in der sie jeweils den 5. Platz belegten, aus. Österreich hatte nach der Hauptrunde 5 Punkte, Spanien und Tschechien je 3 Punkte und Argentinien 2 Punkte. Die bessere Tordifferenz brachte Spanien (+1) auf den Platz vor Tschechien (-14).     | 6   | 05   | 2 | 1 | 3 | 177:157 | +20   |
| 19    | Tschechien                         | EHF     | Die Teams schieden nach der Hauptrunde, in der sie jeweils den 5. Platz belegten, aus. Österreich hatte nach der Hauptrunde 5 Punkte, Spanien und Tschechien je 3 Punkte und Argentinien 2 Punkte. Die bessere Tordifferenz brachte Spanien (+1) auf den Platz vor Tschechien (-14).     | 6   | 04   | 1 | 2 | 3 | 130:144 | –14   |
| 20    | Argentinien                        | SCAHC   | Die Teams schieden nach der Hauptrunde, in der sie jeweils den 5. Platz belegten, aus. Österreich hatte nach der Hauptrunde 5 Punkte, Spanien und Tschechien je 3 Punkte und Argentinien 2 Punkte. Die bessere Tordifferenz brachte Spanien (+1) auf den Platz vor Tschechien (-14).     | 6   | 04   | 2 | 0 | 4 | 143:187 | –44   |
|       |                                    |         | |     |      |   |   |   |         |       |
| 21    | Katar                              | AHF     | Die Teams schieden nach der Hauptrunde, in der sie jeweils den 6. Platz belegten, aus. Keins der Teams hatte in der Hauptrunde einen Punkt erzielt, die bessere Tordifferenz brachte Katar (-32) vor Tunesien (-47), Kap Verde (-56) und Chile (-60)                                     | 6   | 02   | 1 | 0 | 5 | 164:193 | –29   |
| 22    | Tunesien                           | CAHB    | Die Teams schieden nach der Hauptrunde, in der sie jeweils den 6. Platz belegten, aus. Keins der Teams hatte in der Hauptrunde einen Punkt erzielt, die bessere Tordifferenz brachte Katar (-32) vor Tunesien (-47), Kap Verde (-56) und Chile (-60)                                     | 6   | 02   | 1 | 0 | 5 | 143:189 | –46   |
| 23    | Kap Verde                          | CAHB    | Die Teams schieden nach der Hauptrunde, in der sie jeweils den 6. Platz belegten, aus. Keins der Teams hatte in der Hauptrunde einen Punkt erzielt, die bessere Tordifferenz brachte Katar (-32) vor Tunesien (-47), Kap Verde (-56) und Chile (-60)                                     | 6   | 02   | 1 | 0 | 5 | 157:203 | –46   |
| 24    | Chile                              | SCAHC   | Die Teams schieden nach der Hauptrunde, in der sie jeweils den 6. Platz belegten, aus. Keins der Teams hatte in der Hauptrunde einen Punkt erzielt, die bessere Tordifferenz brachte Katar (-32) vor Tunesien (-47), Kap Verde (-56) und Chile (-60)                                     | 6   | 02   | 1 | 0 | 5 | 157:212 | –55   |
|       |                                    |         | |     |      |   |   |   |         |       |
| 25    | Polen                              | EHF     | Die Platzierungen wurden im President’s Cup ermittelt. Polen gewann den President’s Cup des Turniers 2025. | 7   | 9    | 4 | 1 | 2 | 219:198 | +21   |
| 26    | Vereinigte Staaten                 | NACHC   | Die Platzierungen wurden im President’s Cup ermittelt. Polen gewann den President’s Cup des Turniers 2025. | 7   | 6    | 3 | 0 | 4 | 168:197 | –29   |
|       |                                    |         | |     |      |   |   |   |         |       |
| 27    | Kuwait                             | AHF     | Die Platzierungen wurden im President’s Cup ermittelt. | 7   | 6    | 3 | 0 | 4 | 200:234 | –34   |
| 28    | Japan                              | AHF     | Die Platzierungen wurden im President’s Cup ermittelt. | 7   | 4    | 2 | 0 | 5 | 187:223 | –36   |
|       |                                    |         | |     |      |   |   |   |         |       |
| 29    | Bahrain                            | AHF     | Die Platzierungen wurden im President’s Cup ermittelt. | 7   | 4    | 2 | 0 | 5 | 194:210 | –16   |
| 30    | Algerien                           | CAHB    | Die Platzierungen wurden im President’s Cup ermittelt. | 7   | 2    | 1 | 0 | 6 | 191:233 | –42   |
|       |                                    |         | |     |      |   |   |   |         |       |
| 31    | Guinea                             | CAHB    | Die Platzierungen wurden im President’s Cup ermittelt. | 7   | 2    | 1 | 0 | 6 | 169:233 | –64   |
| 32    | Kuba                               | NACHC   | Die Platzierungen wurden im President’s Cup ermittelt. | 7   | 0    | 0 | 0 | 7 | 172:250 | –78   |

|  | Weltmeister 2025. Damit qualifiziert zur Teilnahme an der Weltmeisterschaft 2027. |

## Schiedsrichter
Die IHF benannte am 14. November 2024 die 24 Schiedsrichtergespanne sowie vier Ersatzgespanne für das Turnier.
| Land                    | Namen             | Spiele |
| ----------------------- | ----------------- | --- |
| Ägypten                 | Alaa Emam         | – |
| Ägypten                 | Hossam Hedaia     | – |
| Algerien                | Youcef Belkhiri   | Vorrunde, Gruppe G: Slowenien – Kuba Vorrunde, Gruppe C: Frankreich – Österreich Hauptrunde, Gruppe IV: Slowenien – Argentinien Hauptrunde, Gruppe IV: Island – Argentinien President’s Cup, Platz 25: Polen – Vereinigte Staaten                                               |
| Algerien                | Sid Ali Hamidi    | Vorrunde, Gruppe G: Slowenien – Kuba Vorrunde, Gruppe C: Frankreich – Österreich Hauptrunde, Gruppe IV: Slowenien – Argentinien Hauptrunde, Gruppe IV: Island – Argentinien President’s Cup, Platz 25: Polen – Vereinigte Staaten                                               |
| Argentinien             | Julian Grillo     | Vorrunde, Gruppe A: Tschechien – Schweiz Vorrunde, Gruppe B: Dänemark – Italien Hauptrunde, Gruppe I: Dänemark – Schweiz Hauptrunde, Gruppe I: Deutschland – Tunesien |
| Argentinien             | Sebastián Lenci   | Vorrunde, Gruppe A: Tschechien – Schweiz Vorrunde, Gruppe B: Dänemark – Italien Hauptrunde, Gruppe I: Dänemark – Schweiz Hauptrunde, Gruppe I: Deutschland – Tunesien |
| Argentinien             | María Paolantoni  | Vorrunde, Gruppe C: Kuwait – Frankreich Vorrunde, President’s Cup, Gruppe I: Kuwait – Guinea President’s Cup, Gruppe I: Algerien – Guinea President’s Cup, Gruppe II: Bahrain – Vereinigte Staaten President’s Cup, Platz 27: Kuwait – Japan                                    |
| Argentinien             | Mariana García    | Vorrunde, Gruppe C: Kuwait – Frankreich Vorrunde, President’s Cup, Gruppe I: Kuwait – Guinea President’s Cup, Gruppe I: Algerien – Guinea President’s Cup, Gruppe II: Bahrain – Vereinigte Staaten President’s Cup, Platz 27: Kuwait – Japan                                    |
| Bosnien und Herzegowina | Amar Konjičanin   | Vorrunde, Gruppe B: Italien – Tunesien Vorrunde, Gruppe A: Tschechien – Polen Hauptrunde, Gruppe III: Norwegen – Spanien Hauptrunde, Gruppe III: Schweden – Brasilien Hauptrunde, Gruppe III: Portugal – Chile                                                                  |
| Bosnien und Herzegowina | Dino Konjičanin   | Vorrunde, Gruppe B: Italien – Tunesien Vorrunde, Gruppe A: Tschechien – Polen Hauptrunde, Gruppe III: Norwegen – Spanien Hauptrunde, Gruppe III: Schweden – Brasilien Hauptrunde, Gruppe III: Portugal – Chile                                                                  |
| Dänemark                | Mads Hansen       | Vorrunde, Gruppe D: Niederlande – Nordmazedonien Vorrunde, Gruppe H: Argentinien – Bahrain Hauptrunde, Gruppe IV: Kap Verde – Kroatien Hauptrunde, Gruppe II: Niederlande – Österreich                                                                                          |
| Dänemark                | Jesper Madsen     | Vorrunde, Gruppe D: Niederlande – Nordmazedonien Vorrunde, Gruppe H: Argentinien – Bahrain Hauptrunde, Gruppe IV: Kap Verde – Kroatien Hauptrunde, Gruppe II: Niederlande – Österreich                                                                                          |
| Deutschland             | Robert Schulze    | Vorrunde, Gruppe H: Kroatien – Bahrain Vorrunde, Gruppe C: Katar – Kuwait Hauptrunde, Gruppe II: Ungarn – Frankreich Hauptrunde, Gruppe IV: Ägypten – Island Finalrunde, Halbfinale: Frankreich – Kroatien                                                                      |
| Deutschland             | Tobias Tönnies    | Vorrunde, Gruppe H: Kroatien – Bahrain Vorrunde, Gruppe C: Katar – Kuwait Hauptrunde, Gruppe II: Ungarn – Frankreich Hauptrunde, Gruppe IV: Ägypten – Island Finalrunde, Halbfinale: Frankreich – Kroatien                                                                      |
| Frankreich              | Karim Gasmi       | Vorrunde, Gruppe E: Norwegen – Brasilien Vorrunde, Gruppe F: Spanien – Japan Hauptrunde, Gruppe I: Tschechien – Italien Hauptrunde, Gruppe I: Italien – Schweiz |
| Frankreich              | Raouf Gasmi       | Vorrunde, Gruppe E: Norwegen – Brasilien Vorrunde, Gruppe F: Spanien – Japan Hauptrunde, Gruppe I: Tschechien – Italien Hauptrunde, Gruppe I: Italien – Schweiz |
| Iran                    | Ahmad Gheisarian  | Vorrunde, Gruppe D: Guinea – Ungarn Vorrunde, Gruppe G: Island – Kuba President’s Cup, Gruppe II: Kuba – Bahrain President’s Cup, Gruppe I: Polen – Kuwait President’s Cup, Gruppe II: Japan – Kuba                                                                             |
| Iran                    | Amir Gheisarian   | Vorrunde, Gruppe D: Guinea – Ungarn Vorrunde, Gruppe G: Island – Kuba President’s Cup, Gruppe II: Kuba – Bahrain President’s Cup, Gruppe I: Polen – Kuwait President’s Cup, Gruppe II: Japan – Kuba                                                                             |
| Kroatien                | Ante Mikelič      | Vorrunde, Gruppe B: Dänemark – Algerien Vorrunde, Gruppe A: Schweiz – Deutschland Hauptrunde, Gruppe I: Schweiz – Tunesien President’s Cup, Gruppe II: Japan – Bahrain |
| Kroatien                | Petar Parađina    | Vorrunde, Gruppe B: Dänemark – Algerien Vorrunde, Gruppe A: Schweiz – Deutschland Hauptrunde, Gruppe I: Schweiz – Tunesien President’s Cup, Gruppe II: Japan – Bahrain |
| Moldau                  | Alexei Covalciuc  | Vorrunde, Gruppe C: Österreich – Kuwait Vorrunde, Gruppe G: Island – Kap Verde Vorrunde, Gruppe D: Nordmazedonien – Guinea Hauptrunde, Gruppe III: Chile – Norwegen |
| Moldau                  | Igor Covalciuc    | Vorrunde, Gruppe C: Österreich – Kuwait Vorrunde, Gruppe G: Island – Kap Verde Vorrunde, Gruppe D: Nordmazedonien – Guinea Hauptrunde, Gruppe III: Chile – Norwegen |
| Montenegro              | Ivan Pavićević    | Vorrunde, Gruppe B: Tunesien – Dänemark Vorrunde, Gruppe A: Polen – Schweiz Hauptrunde, Gruppe III: Brasilien – Chile Hauptrunde, Gruppe III: Norwegen – Schweden |
| Montenegro              | Miloš Ražnatović  | Vorrunde, Gruppe B: Tunesien – Dänemark Vorrunde, Gruppe A: Polen – Schweiz Hauptrunde, Gruppe III: Brasilien – Chile Hauptrunde, Gruppe III: Norwegen – Schweden |
| Nordmazedonien          | Gjorgji Načevski  | Vorrunde, Gruppe A: Deutschland – Polen Vorrunde, Gruppe B: Algerien – Tunesien Hauptrunde, Gruppe I: Dänemark – Deutschland Hauptrunde, Gruppe III: Spanien – Portugal Finalrunde, Viertelfinale: Frankreich – Ägypten Finalrunde, Platz 3: Frankreich – Portugal              |
| Nordmazedonien          | Slave Nikolov     | Vorrunde, Gruppe A: Deutschland – Polen Vorrunde, Gruppe B: Algerien – Tunesien Hauptrunde, Gruppe I: Dänemark – Deutschland Hauptrunde, Gruppe III: Spanien – Portugal Finalrunde, Viertelfinale: Frankreich – Ägypten Finalrunde, Platz 3: Frankreich – Portugal              |
| Norwegen                | Håvard Kleven     | Vorrunde, Gruppe H: Ägypten – Argentinien Vorrunde, Gruppe D: Ungarn – Niederlande Hauptrunde, Gruppe IV: Ägypten – Slowenien Hauptrunde, Gruppe II: Frankreich – Nordmazedonien Finalrunde, Viertelfinale: Portugal – Deutschland                                              |
| Norwegen                | Lars Jørum        | Vorrunde, Gruppe H: Ägypten – Argentinien Vorrunde, Gruppe D: Ungarn – Niederlande Hauptrunde, Gruppe IV: Ägypten – Slowenien Hauptrunde, Gruppe II: Frankreich – Nordmazedonien Finalrunde, Viertelfinale: Portugal – Deutschland                                              |
| Österreich              | Denis Bolić       | Vorrunde, Gruppe F: Spanien – Chile Vorrunde, Gruppe E: Brasilien – Vereinigte Staaten President’s Cup, Gruppe II: Vereinigte Staaten – Japan President’s Cup, Gruppe I: Guinea – Polen President’s Cup, Platz 31: Guinea – Kuba                                                |
| Österreich              | Christoph Hurich  | Vorrunde, Gruppe F: Spanien – Chile Vorrunde, Gruppe E: Brasilien – Vereinigte Staaten President’s Cup, Gruppe II: Vereinigte Staaten – Japan President’s Cup, Gruppe I: Guinea – Polen President’s Cup, Platz 31: Guinea – Kuba                                                |
| Rumänien                | Cristina Lovin    | Vorrunde, Gruppe E: Portugal – Vereinigte Staaten Vorrunde, Gruppe F: Chile – Schweden Hauptrunde, Gruppe I: Tunesien – Tschechien |
| Rumänien                | Simona Stancu     | Vorrunde, Gruppe E: Portugal – Vereinigte Staaten Vorrunde, Gruppe F: Chile – Schweden Hauptrunde, Gruppe I: Tunesien – Tschechien |
| Schweden                | Mirza Kurtagic    | Vorrunde, Gruppe D: Ungarn – Nordmazedonien Vorrunde, Gruppe H: Kroatien – Argentinien Hauptrunde, Gruppe II: Katar – Niederlande Hauptrunde, Gruppe II: Ungarn – Österreich Hauptrunde, Gruppe IV: Argentinien – Kap Verde                                                     |
| Schweden                | Mattias Wetterwik | Vorrunde, Gruppe D: Ungarn – Nordmazedonien Vorrunde, Gruppe H: Kroatien – Argentinien Hauptrunde, Gruppe II: Katar – Niederlande Hauptrunde, Gruppe II: Ungarn – Österreich Hauptrunde, Gruppe IV: Argentinien – Kap Verde                                                     |
| Serbien                 | Marko Sekulić     | Vorrunde, Gruppe E: Vereinigte Staaten – Norwegen Vorrunde, Gruppe F: Japan – Chile Hauptrunde, Gruppe I: Tschechien – Dänemark |
| Serbien                 | Vladimir Jovandić | Vorrunde, Gruppe E: Vereinigte Staaten – Norwegen Vorrunde, Gruppe F: Japan – Chile Hauptrunde, Gruppe I: Tschechien – Dänemark |
| Slowakei                | Andrej Budzák     | Vorrunde, Gruppe C: Frankreich – Katar Vorrunde, Gruppe G: Kuba – Kap Verde |
| Slowakei                | Michaal Záhradník | Vorrunde, Gruppe C: Frankreich – Katar Vorrunde, Gruppe G: Kuba – Kap Verde |
| Slowenien               | Bojan Lah         | Vorrunde, Gruppe F: Schweden – Japan Vorrunde, Gruppe E: Norwegen – Portugal Hauptrunde, Gruppe III: Schweden – Portugal Hauptrunde, Gruppe III: Spanien – Brasilien Finalrunde, Halbfinale: Dänemark – Portugal                                                                |
| Slowenien               | David Sok         | Vorrunde, Gruppe F: Schweden – Japan Vorrunde, Gruppe E: Norwegen – Portugal Hauptrunde, Gruppe III: Schweden – Portugal Hauptrunde, Gruppe III: Spanien – Brasilien Finalrunde, Halbfinale: Dänemark – Portugal                                                                |
| Spanien                 | Ignacio Garcia    | Vorrunde, Gruppe H: Bahrain – Ägypten Vorrunde, Gruppe G: Slowenien – Island Hauptrunde, Gruppe II: Nordmazedonien – Katar Hauptrunde, Gruppe IV: Kroatien – Island Finalrunde, Viertelfinale: Kroatien – Ungarn Finalrunde, Finale: Kroatien – Dänemark                        |
| Spanien                 | Andreu Marín      | Vorrunde, Gruppe H: Bahrain – Ägypten Vorrunde, Gruppe G: Slowenien – Island Hauptrunde, Gruppe II: Nordmazedonien – Katar Hauptrunde, Gruppe IV: Kroatien – Island Finalrunde, Viertelfinale: Kroatien – Ungarn Finalrunde, Finale: Kroatien – Dänemark                        |
| Tschechien              | Václav Horáček    | Vorrunde, Gruppe C: Österreich – Katar Vorrunde, Gruppe H: Ägypten – Kroatien Hauptrunde, Gruppe II: Österreich – Nordmazedonien Hauptrunde, Gruppe II: Katar – Ungarn Hauptrunde, Gruppe IV: Kroatien – Slowenien                                                              |
| Tschechien              | Jiří Novotný      | Vorrunde, Gruppe C: Österreich – Katar Vorrunde, Gruppe H: Ägypten – Kroatien Hauptrunde, Gruppe II: Österreich – Nordmazedonien Hauptrunde, Gruppe II: Katar – Ungarn Hauptrunde, Gruppe IV: Kroatien – Slowenien                                                              |
| Ungarn                  | Ádám Bíró         | Vorrunde, Gruppe E: Portugal – Brasilien Vorrunde, Gruppe F: Schweden – Spanien Hauptrunde, Gruppe I: Italien – Deutschland Finalrunde, Viertelfinale: Dänemark – Brasilien |
| Ungarn                  | Olivér Kiss       | Vorrunde, Gruppe E: Portugal – Brasilien Vorrunde, Gruppe F: Schweden – Spanien Hauptrunde, Gruppe I: Italien – Deutschland Finalrunde, Viertelfinale: Dänemark – Brasilien |
| Uruguay                 | Mathias Sosa      | Vorrunde, Gruppe D: Niederlande – Guinea Vorrunde, Gruppe G: Kap Verde – Slowenien President’s Cup, Gruppe I: Polen – Algerien President’s Cup, Gruppe II: Vereinigte Staaten – Kuba President’s Cup, Gruppe I: Algerien – Kuwait President’s Cup, Platz 29: Algerien – Bahrain |
| Uruguay                 | Cristian Lemes    | Vorrunde, Gruppe D: Niederlande – Guinea Vorrunde, Gruppe G: Kap Verde – Slowenien President’s Cup, Gruppe I: Polen – Algerien President’s Cup, Gruppe II: Vereinigte Staaten – Kuba President’s Cup, Gruppe I: Algerien – Kuwait President’s Cup, Platz 29: Algerien – Bahrain |
| Ersatzschiedsrichter:   |                   | |
| Brasilien               | Daniel Magalhães  | – |
| Brasilien               | Henrique Godoy    | – |
| Kuba                    | Raymel Reyes      | – |
| Kuba                    | Alexys Zuñiga     | – |
| Spanien                 | Javier Álvarez    | Vorrunde, Gruppe B: Italien – Algerien Vorrunde, Gruppe A: Deutschland – Tschechien Hauptrunde, Gruppe II: Niederlande – Frankreich Hauptrunde, Gruppe IV: Kap Verde – Ägypten                                                                                                  |
| Spanien                 | Yon Bustamante    | Vorrunde, Gruppe B: Italien – Algerien Vorrunde, Gruppe A: Deutschland – Tschechien Hauptrunde, Gruppe II: Niederlande – Frankreich Hauptrunde, Gruppe IV: Kap Verde – Ägypten                                                                                                  |
| Usbekistan              | Hasan Ismoilov    | – |
| Usbekistan              | Husan Ismoilov    | – |

## Statistiken

### Torschützenliste
| Platz                                     | Spieler                | Team           | Tore | Würfe | Quote | 7-m-Tore | 7-m-Würfe | Spiele |
| ----------------------------------------- | ---------------------- | -------------- | ---- | ----- | ----- | -------- | --------- | ------ |
| 01.                                       | Mathias Gidsel         | Dänemark       | 74   | 107   | 69 %  | 01       | 01        | 9      |
| 02.                                       | Francisco Costa        | Portugal       | 54   | 79    | 68 %  | 02       | 03        | 9      |
| 02.                                       | Dika Mem               | Frankreich     | 54   | 78    | 69 %  |          |           | 9      |
| 04.                                       | Simon Pytlick          | Dänemark       | 50   | 67    | 75 %  |          |           | 9      |
| 05.                                       | Filip Kuzmanovski      | Nordmazedonien | 49   | 71    | 69 %  | 13       | 19        | 6      |
| 06.                                       | Saif Aldawani          | Kuwait         | 47   | 81    | 58 %  | 02       | 03        | 7      |
| 07.                                       | Rutger ten Velde       | Niederlande    | 46   | 58    | 79 %  | 17       | 20        | 6      |
| 08.                                       | Emil Manfeldt Jakobsen | Dänemark       | 45   | 61    | 74 %  | 17       | 21        | 9      |
| 09.                                       | Martim Costa           | Portugal       | 44   | 82    | 54 %  |          |           | 9      |
| 10.                                       | Frankis Carol Marzo    | Katar          | 42   | 76    | 55 %  | 02       | 02        | 6      |
| …                                         |                        |                |      |       |       |          |           |        |
| 13.                                       | Lenny Rubin            | Schweiz        | 40   | 64    | 63 %  |          |           | 6      |
| …                                         |                        |                |      |       |       |          |           |        |
| 20.                                       | Sebastian Frimmel      | Österreich     | 36   | 52    | 69 %  | 14       | 18        | 6      |
| …                                         |                        |                |      |       |       |          |           |        |
| 25.                                       | Renārs Uščins          | Deutschland    | 35   | 65    | 54 %  | 01       | 01        | 7      |
| Stand: 2. Februar 2025 (Quelle: IHF.info) |                        |                |      |       |       |          |           |        |

### Top-Torhüter
Die IHF führte eine Statistik der Torwarte nach ihrer Fangquote in Prozent. Berücksichtigt wurden Torhüter, die im Turnier mindestens vier Würfe auf ihr Tor bekamen.
| Platz                                     | Spieler                   | Team        | Paraden | Würfe auf sein Tor | Fangquote in % | Spiele |
| ----------------------------------------- | ------------------------- | ----------- | ------- | ------------------ | -------------- | ------ |
| 01.                                       | Samir Bellahcene          | Frankreich  | 010     | 023                | 43             | 2      |
| 02.                                       | Emil Nielsen              | Dänemark    | 125     | 294                | 43             | 9      |
| 03.                                       | Viktor Gísli Hallgrímsson | Island      | 067     | 167                | 40             | 6      |
| 04.                                       | Torbjørn Bergerud         | Norwegen    | 059     | 149                | 40             | 6      |
| 05.                                       | David Späth               | Deutschland | 041     | 106                | 39             | 7      |
| 06.                                       | Andreas Wolff             | Deutschland | 076     | 201                | 38             | 7      |
| 07.                                       | Marcel Jastrzębski        | Polen       | 042     | 113                | 37             | 7      |
| 07.                                       | Rangel da Rosa            | Brasilien   | 071     | 191                | 37             | 7      |
| 09.                                       | Mateus Buda               | Brasilien   | 035     | 097                | 36             | 7      |
| 10.                                       | Urban Lesjak              | Slowenien   | 020     | 056                | 36             | 4      |
| …                                         |                           |             |         |                    |                |        |
| 16.                                       | Nikola Portner            | Schweiz     | 062     | 187                | 33             | 6      |
| …                                         |                           |             |         |                    |                |        |
| 44.                                       | Florian Kaiper            | Österreich  | 021     | 078                | 26             | 6      |
| Stand: 2. Februar 2025 (Quelle: IHF.info) |                           |             |         |                    |                |        |

### Team-Fair-Play
| Platz | Team               | Spiele | Disqualifikation | Disqualifikation | Disqualifikation |    |    | Punkte 1 | Punkte 1 |
| Platz | Team               | Spiele |                  |                  | 3. = 2           |    |    | Punkte 1 | Punkte 1 |
| Platz | Team               | Spiele | Punkte/Spiel     | gesamt           | 3. = 2           |    |    |          |          |
| --- | ------------------ | ------ | ---------------- | ---------------- | ---------------- | -- | -- | -------- | -------- |
| 01. | Bahrain            | 7      |                  |                  |                  | 15 | 02 | 04,5     | 32       |
| 02. | Kap Verde          | 6      |                  |                  |                  | 15 |    | 05,0     | 30       |
| 03. | Österreich         | 6      |                  |                  |                  | 15 | 01 | 05,1     | 31       |
| 04. | Dänemark           | 9      |                  | 1                |                  | 20 | 04 | 05,4     | 49       |
| 05. | Norwegen           | 6      |                  |                  |                  | 15 | 03 | 05,5     | 33       |
| 06. | Frankreich         | 9      |                  | 2                | 1                | 20 | 04 | 06,0     | 54       |
| 07. | Schweden           | 6      |                  | 2                |                  | 12 | 03 | 06,1     | 37       |
| 07. | Ägypten            | 7      |                  |                  |                  | 21 | 01 | 06,1     | 43       |
| 09. | Italien            | 6      |                  |                  |                  | 18 | 02 | 06,3     | 38       |
| 10. | Guinea             | 7      |                  | 1                |                  | 20 |    | 06,4     | 45       |
| 11. | Kuwait             | 7      |                  | 2                |                  | 18 | 01 | 06,7     | 47       |
| 12. | Deutschland        | 7      |                  |                  |                  | 23 | 04 | 07,1     | 50       |
| 13. | Vereinigte Staaten | 7      |                  | 2                |                  | 20 | 01 | 07,2     | 51       |
| 14. | Spanien            | 6      |                  |                  |                  | 20 | 04 | 07,3     | 44       |
| 14. | Slowenien          | 6      |                  |                  |                  | 20 | 04 | 07,3     | 44       |
| 16. | Algerien           | 7      |                  | 2                |                  | 20 | 02 | 07,4     | 52       |
| 17. | Portugal           | 9      |                  | 1                |                  | 28 | 07 | 07,5     | 68       |
| 18. | Japan              | 7      |                  | 2                |                  | 22 | 02 | 08,0     | 56       |
| 19. | Kuba               | 7      |                  | 1                |                  | 26 |    | 08,1     | 57       |
| 20. | Polen              | 7      |                  | 1                |                  | 24 | 05 | 08,2     | 58       |
| 21. | Brasilien          | 7      |                  | 1                | 1                | 26 | 02 | 08,4     | 59       |
| 21. | Kroatien           | 9      |                  | 1                | 1                | 29 | 13 | 08,4     | 76       |
| 23. | Niederlande        | 6      |                  | 1                | 2                | 21 | 04 | 08,5     | 51       |
| 24. | Schweiz            | 6      |                  | 1                |                  | 20 | 07 | 08,6     | 52       |
| 25. | Argentinien        | 6      |                  | 2                | 1                | 19 | 05 | 08,8     | 53       |
| 25. | Chile              | 6      |                  | 1                |                  | 22 | 04 | 08,8     | 53       |
| 27. | Tunesien           | 6      |                  | 1                |                  | 24 | 01 | 09,0     | 54       |
| 28. | Ungarn             | 7      |                  | 2                |                  | 26 | 02 | 09,1     | 64       |
| 29. | Island             | 6      |                  | 1                | 2                | 24 | 05 | 09,6     | 58       |
| 30. | Nordmazedonien     | 6      |                  | 3                |                  | 22 | 04 | 10,5     | 63       |
| 31. | Katar              | 6      |                  | 2                |                  | 25 | 04 | 10,6     | 64       |
| 32. | Tschechien         | 6      |                  | 3                |                  | 27 | 02 | 11,8     | 71       |
| 1 Der Rang wird per Durchschnitt „Punkte/Spiel“ ermittelt. Die Punktesumme setzt sich wie folgt zusammen: Jede : 1 Punkt, jede : 2 Punkte, jede direkte : 5 Punkte und jede : 10 Punkte. |                    |        |                  |                  |                  |    |    |          |          |
| 2 Die wegen 3. wird nicht mit Punkten belegt und auch nicht in der Auflistung der aufgeführt. Da sie trotzdem gezeigt wird, ist sie hier aus Transparenzgründen separat aufgeführt.      |                    |        |                  |                  |                  |    |    |          |          |
| Stand: 2. Februar 2025 (Quelle: IHF.info) |                    |        |                  |                  |                  |    |    |          |          |

## Auszeichnungen
| Position                                  | Spieler         | Mannschaft |
| ----------------------------------------- | --------------- | ---------- |
| Bester Spieler (MVP)                      | Mathias Gidsel  | Dänemark   |
| Bester junger Spieler                     | Francisco Costa | Portugal   |
| Tor                                       | Emil Nielsen    | Dänemark   |
| Linksaußen                                | Dylan Nahi      | Frankreich |
| Rückraum links                            | Simon Pytlick   | Dänemark   |
| Rückraum Mitte                            | Martim Costa    | Portugal   |
| Rückraum rechts                           | Ivan Martinović | Kroatien   |
| Rechtsaußen                               | Mario Šoštarić  | Kroatien   |
| Kreisläufer                               | Victor Iturriza | Portugal   |
| Stand: 2. Februar 2025 (Quelle: IHF.info) |                 |            |

## Vermarktung
Das Motto der Weltmeisterschaft lautete zunächst „United in Handball“, später wurde „Inspired by Handball“ verwendet.
Als Maskottchen wurde von den Veranstaltern ein Fuchs gewählt.

## Übertragung und Berichterstattung

### Deutschland
Im Dezember 2018 wurde bekannt, dass sich 7Sports, die Sportrechteagentur von ProSiebenSat.1 Media, die exklusiven Rechte für jegliche Übertragungsart an allen Spielen der Weltmeisterschaft 2025 von dem Rechtehalter Lagardère Sports gesichert hatte. Ausgenommen waren die Rechte für das frei empfangbare Fernsehen an Spielen mit deutscher Beteiligung, die zuvor von SportA gesichert worden waren, der Sportrechteagentur von ARD und ZDF. Im Zuge dessen erwarb die DOSB New Media für die Streaming-Plattform Sportdeutschland.TV und ihren Ableger Handball-Deutschland.TV Sublizenzen an der Übertragung aller Spiele im Web-TV- und Streaming-Bereich. Außerdem sicherte sich Eurosport die Free-TV-Rechte von bis zu 15 Spielen ohne deutsche Beteiligung.
Neben den Live-Übertragungsrechten umfassen ebenfalls die Vereinbarungen für ARD und ZDF die Fernseh- und Hörfunkberichterstattung bzw. für Eurosport die Onlineberichterstattung aller Spiele der Weltmeisterschaft sowie für Sportdeutschland.TV und Handball-Deutschland.TV das Video-on-Demand-Angebot zum Streamen aller Spiele in voller Länge nach der Live-Übertragung.
Zum Viertelfinale zwischen Deutschland und Portugal schalteten auf Das Erste 7,08 Millionen Zuschauer ein.
Das Finale zwischen Dänemark und Kroatien sahen auf Eurosport 1 in Deutschland durchschnittlich 1,01 Millionen Zuschauer bei einem Marktanteil von 4,8 %.

### Österreich
Die Spiele der österreichischen Nationalmannschaft werden vom ORF auf ORF 1 oder ORF Sport + übertragen.